# Félix Charpentier
Pour les articles homonymes, voir Charpentier (homonymie).
Maurice Félix Charpentier est un sculpteur français, né à Bollène le 10 janvier 1858, et mort dans le 14e arrondissement de Paris le 7 décembre 1924.

## Biographie
D'abord élève de l’école des beaux-arts d’Avignon, Félix Charpentier est admis dans les ateliers de Jules Cavelier et d’Amédée Doublemard à l’École des beaux-arts de Paris en 1877. Dès 1879, il présente ses œuvres au Salon des artistes français et il y paraîtra chaque année.
Il épouse le 12 juillet 1888 une de ses modèles, Léa Lucas, originaire de Chassant en Eure-et-Loir,, village où il fera construire sa résidence secondaire en 1897.
Il est primé par une médaille d'argent à l'Exposition universelle de Paris de 1889 et sa notoriété ne cessa de s'amplifier. Il reçoit, en 1890, la médaille  de 1re classe et le prix du Salon pour le marbre La Chanson puis, en 1893, la médaille d'honneur pour le marbre de ses Lutteurs. Cette œuvre sera acquise par l’État et elle orne, depuis 1905, la place de l’hôtel de ville de Bollène.
En 1899, l'Autriche décerne à Félix Charpentier la grande médaille d'or à l'Exposition triennale internationale de Vienne pour le Globe Endormi.

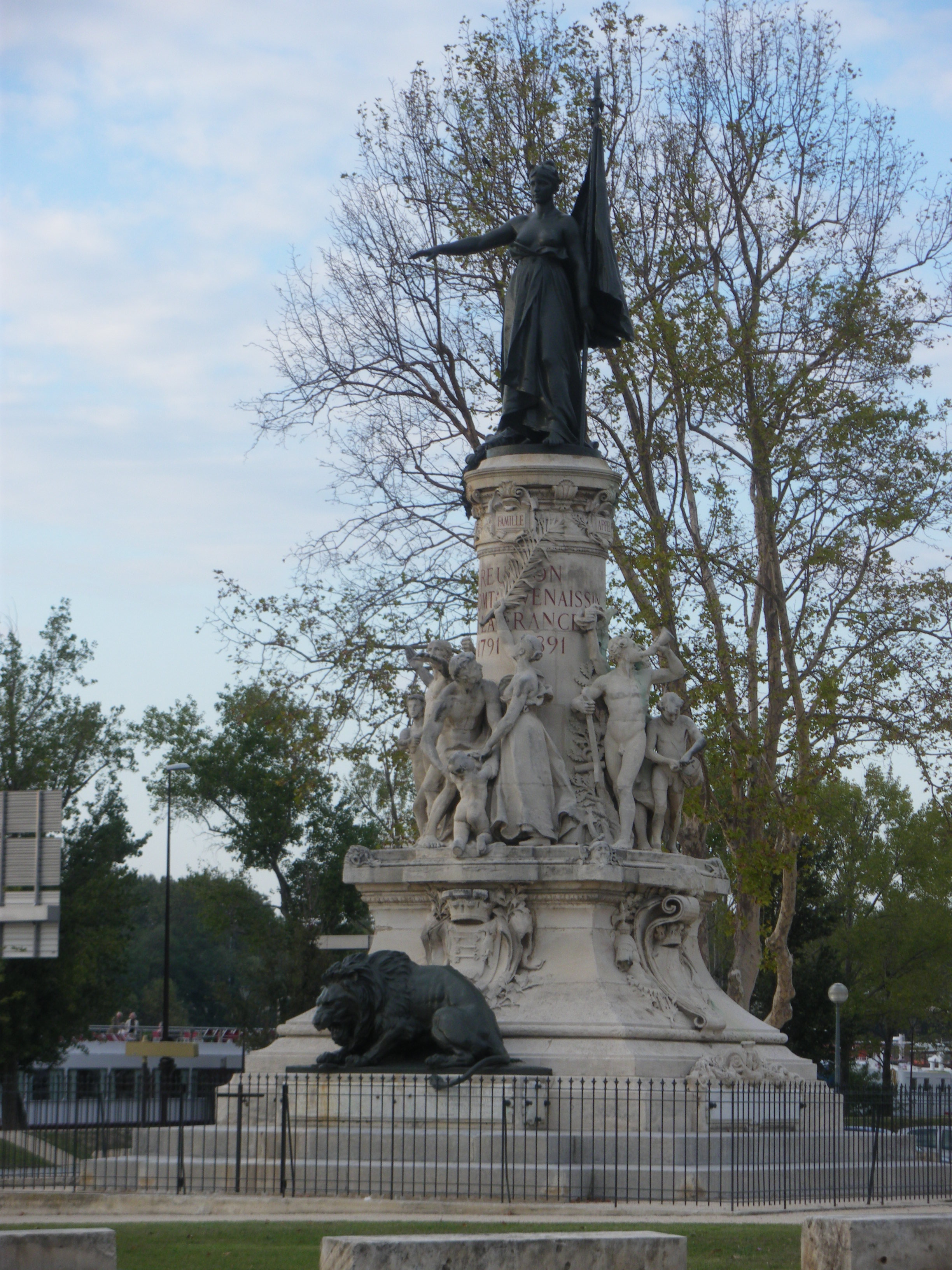
Monument du Centenaire, Avignon, 1891.

Nommé chevalier de l'ordre national de la Légion d'honneur, il est décoré le 21 avril 1892 à Avignon par le préfet du Vaucluse, à la suite de l'inauguration, le 14 juillet 1891, du Monument du centenaire de l’annexion d’Avignon et du Comtat Venaissin à la France, qu’il a réalisé. Il est promu officier de la Légion d'honneur le 9 février 1901.
De 1900 à 1908, il est maire de Chassant (Eure-et-Loir) où il séjourne très fréquemment. 
En 2022, la villa Charpentier de Chassant « La Garenne », dont ses arrière-arrière-petits-enfants Daniel et Michel Bacchi sont propriétaires, obtient le label Maisons des Illustres,. Ce sont les membres de  l'association « Les amis de Félix Charpentier » créée le 1er septembre 2022 qui se chargent notamment de faire visiter les lieux.

## Son œuvre
Plus de 240 œuvres de Charpentier sont répertoriées à ce jour, plus de 200 bustes de personnalités et une quarantaine de monuments aux morts.
On lui doit de très nombreuses statues conservées dans plusieurs musées nationaux, comme L’Étoile filante (musée des Beaux-Arts de Nîmes) ou Illusion (Salon de 1895)(Hôtel de ville de Barbezieux). Il expose Après l'orage, une cheminée monumentale à thème saphique, au Salon de 1899. Le groupe sommital "la Pomme et la Vigne" est visible devant l'hôtel de ville du Pontet dans le Vaucluse. Ses œuvres ornent des jardins publics (Paris, Avignon). Un nombre important de ses sculptures ont été éditées en bronze.
À partir de 1893, l’État lui passe commande de plusieurs monuments publics, qu’il s’agisse de la décoration de la gare de Lyon à Paris, ou du bas-relief L’Art contemporain pour la façade du Grand Palais à Paris.
Après la Première Guerre mondiale, on lui commanda de nombreux monuments aux morts :  
- dans son département d'adoption, l'Eure-et-Loir : Béville-le-Comte, Bonneval, Brou, Chassant, Combres, Dangeau, Frétigny, Fruncé, Unverre ;
- dans sa Provence natale : Avignon, Bollène, Roquemaure, Sainte-Cécile-les-Vignes, Saint-Paul-Trois-Châteaux ;
- dans d'autres départements : Misy-sur-Yonne (Seine-et-Marne) et Genas (Rhône).⁷

Il réalise de nombreux bustes et médaillons tels ceux de Frédéric Mistral ou Gaston Boissier (musée des Beaux-Arts de Nîmes), Jean-Marie Mengue, Paul Doumer, Gaston Doumergue…

Bustes et médaillons
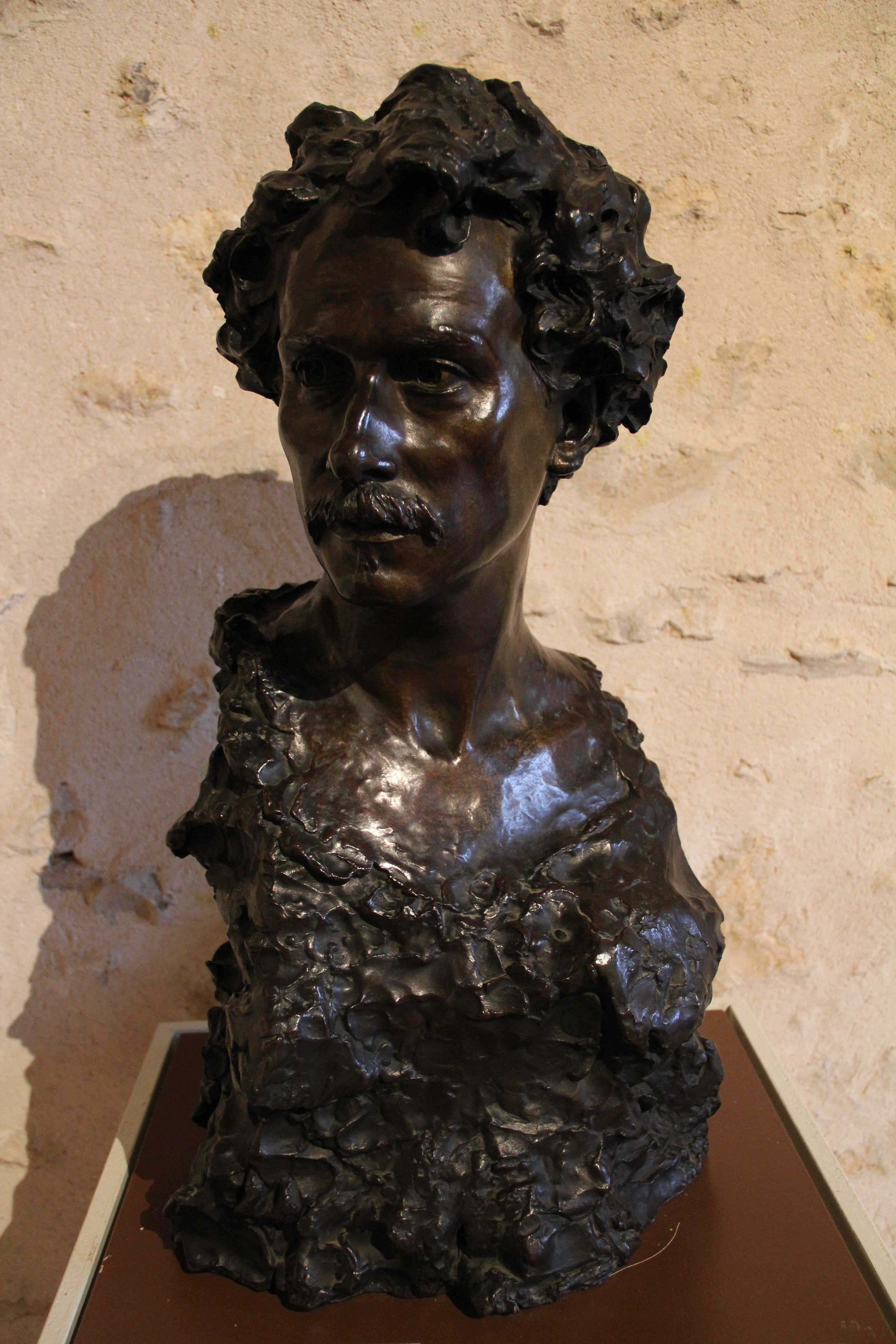
Camille Gaté, 1900, bronze, musée de Nogent-le-Rotrou.
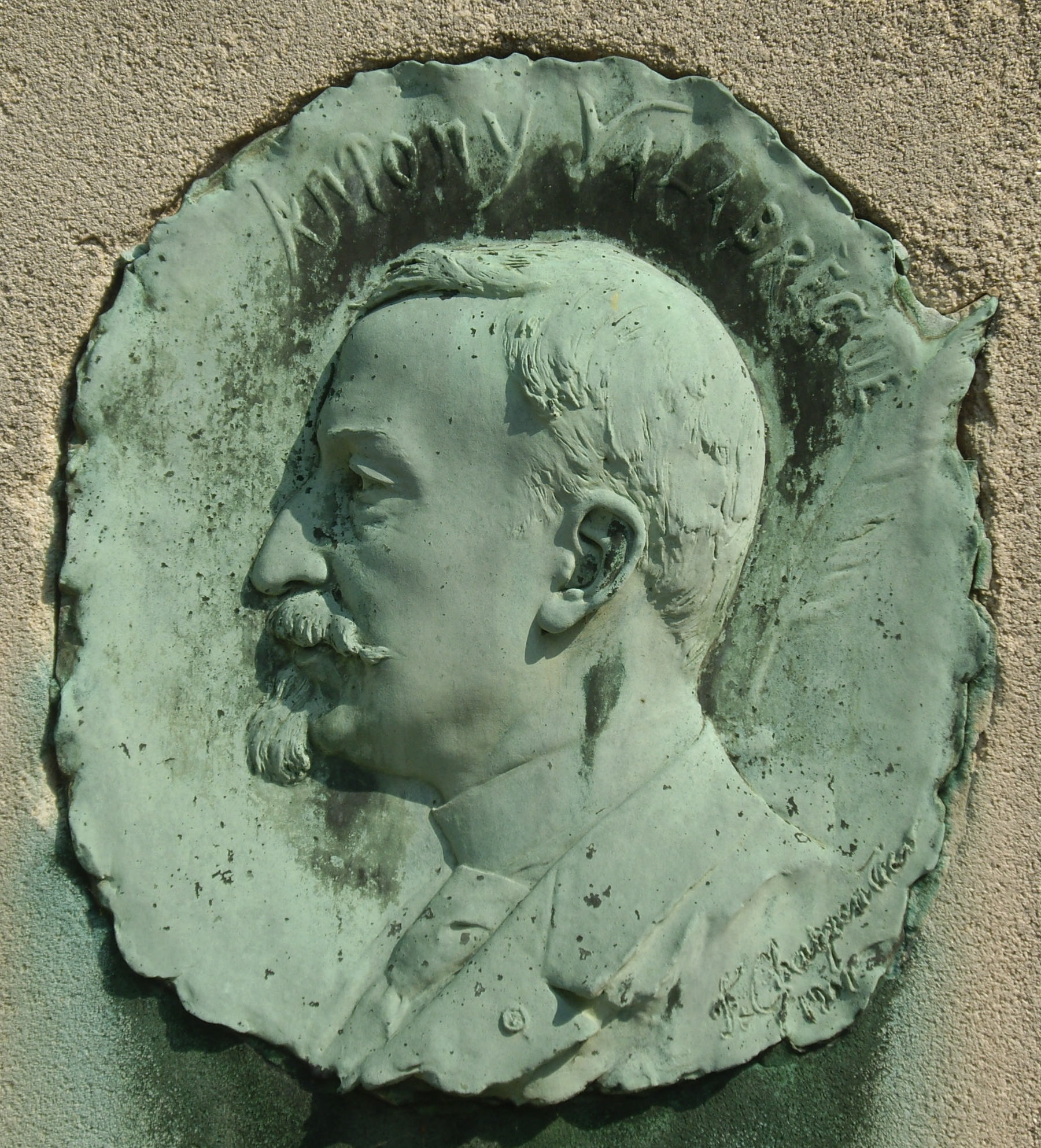
Antony Valabrègue, 1901, bas-relief en bronze, cimetière du Montparnasse.
Buste de Vicenç Bosch, 1903, musée national d'Art de Catalogne.
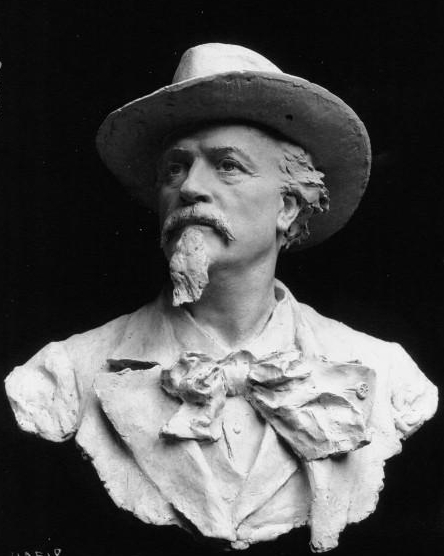
Frédéric Mistral, 1914, buste en plâtre.

## Œuvres dans les collections publiques
En Algérie
- Tébessa : L'Étoile filante, 1897, marbre, 135 × 195 × 75 cm[12]. Cette statue, après avoir été mise à l'abri par les services municipaux, devrait être à nouveau exposée au Musée public national de Tébessa[13]

- Buenos Aires, Parque Tres de Febrero : la Cigale, marbre de Carrare, 1905,  h 3m.

Au Brésil
- Recife, praça Barao do Rio Branco : monument Baron de Rio Branco, 1917, bronze, 2.5 m.
- Rio de Janeiro
  - Copacabana : monument José da Silva Paranhos, vicomte de Rio Branco, 1904, bronze, 5m.
  - Praça dos Expedicionarios : monument José Maria da Silva Paranhos junior, Baron de Rio Branco, 1924-1943,  bronze et pierre, h 15m.
  - Museu Historico e Diplomatico do Palacio do Itamaraty : monument Baron de Rio Branco, 1920, marbre de carrare h 3m.
- Santa Barbara (Minas Gerais) : Memorial Affonso Penna, marbre de carrare 1912.

Au Danemark
- Copenhague, Ny Carlsberg Glyptotek : L'Étoile filante, marbre[14].

En Espagne
- Barcelone,  musée national d'Art de Catalogne : Vicenç Bosch i Grau, 1908, buste en marbre, 55,8 × 51,7 × 36,5 cm[15]

En France
- Aigues-Vives, place Émile Jamais : Émile Jamais, 1897[16]
- Allauch, mairie : Léon Gambetta, 1913, buste en bronze, 95 × 80 × 50 cm[17]
- Arras, musée des Beaux-Arts : Belle Matinée, vers 1909, statue marbre blanc, 238,5 × 100 × 80 cm[18]
- Avignon, 
  - Cimetière Saint-Véran : Monument aux morts inauguré « La Sentinelle des morts », 1899. Représentant un soldat du 58e régiment d’Infanterie, elle rend hommage aux soldats morts durant la guerre franco-prussienne.
  - allées de l'Oulle : Monument commémoratif du rattachement du Comtat Venaissin à la France[19]
  - Jardin des Doms :
    - Vénus aux hirondelles, 1894, bronze[20]
    - Monument commémoratif à Paul Vayson[21]
    - Monument à Paul Saïn, 1909, buste marbre[22]

  - Hôtel de ville : cheminée monumentale Les Lutteuses, fonte et pierre hauteur 3,2 m, et quatre bas reliefs en pierre : Le Serment, Le Rappel, La Famille et La Fontaine de Vaucluse.

Jardin des Doms à Avignon
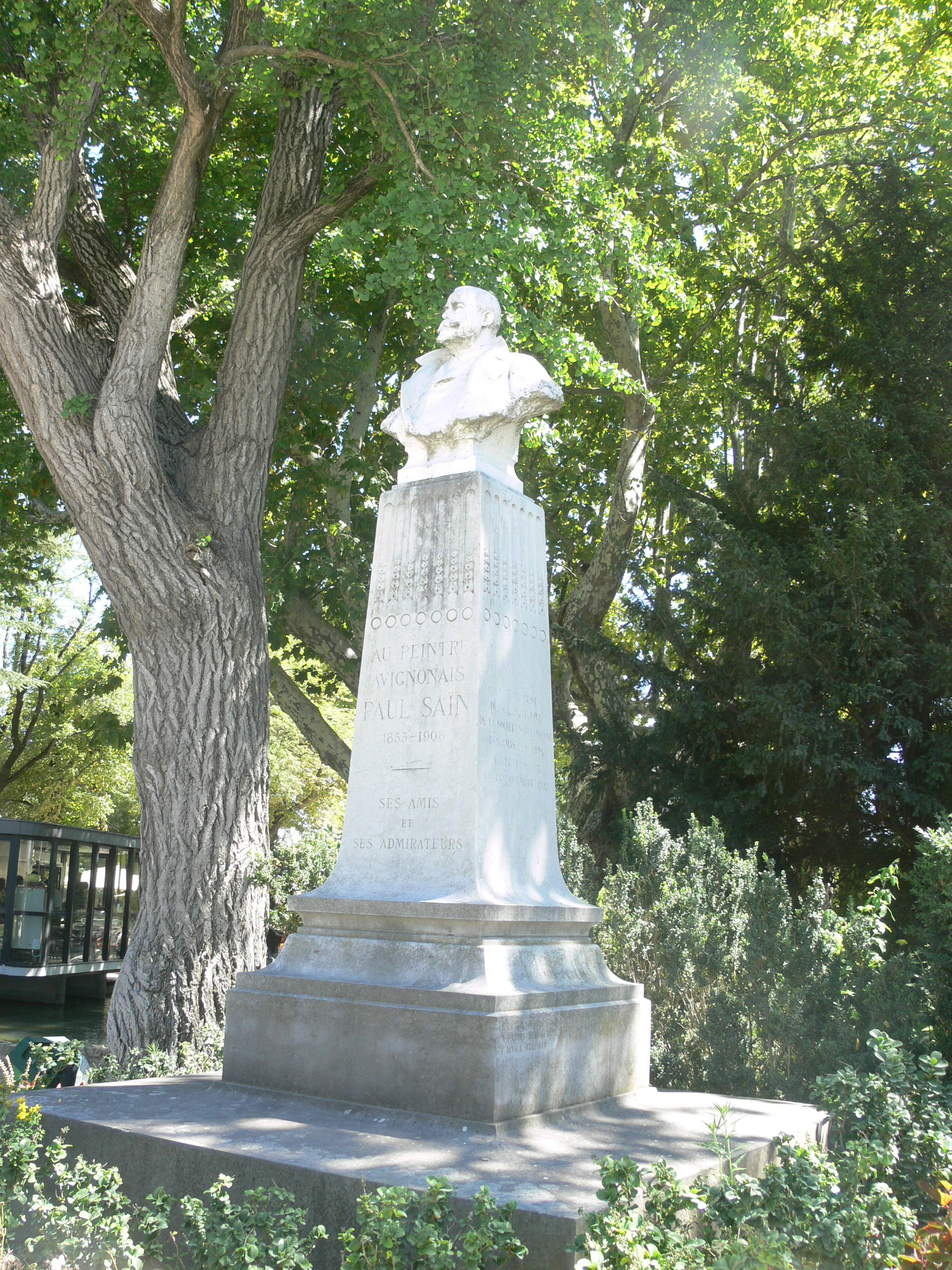
Monument à Paul Saïn.
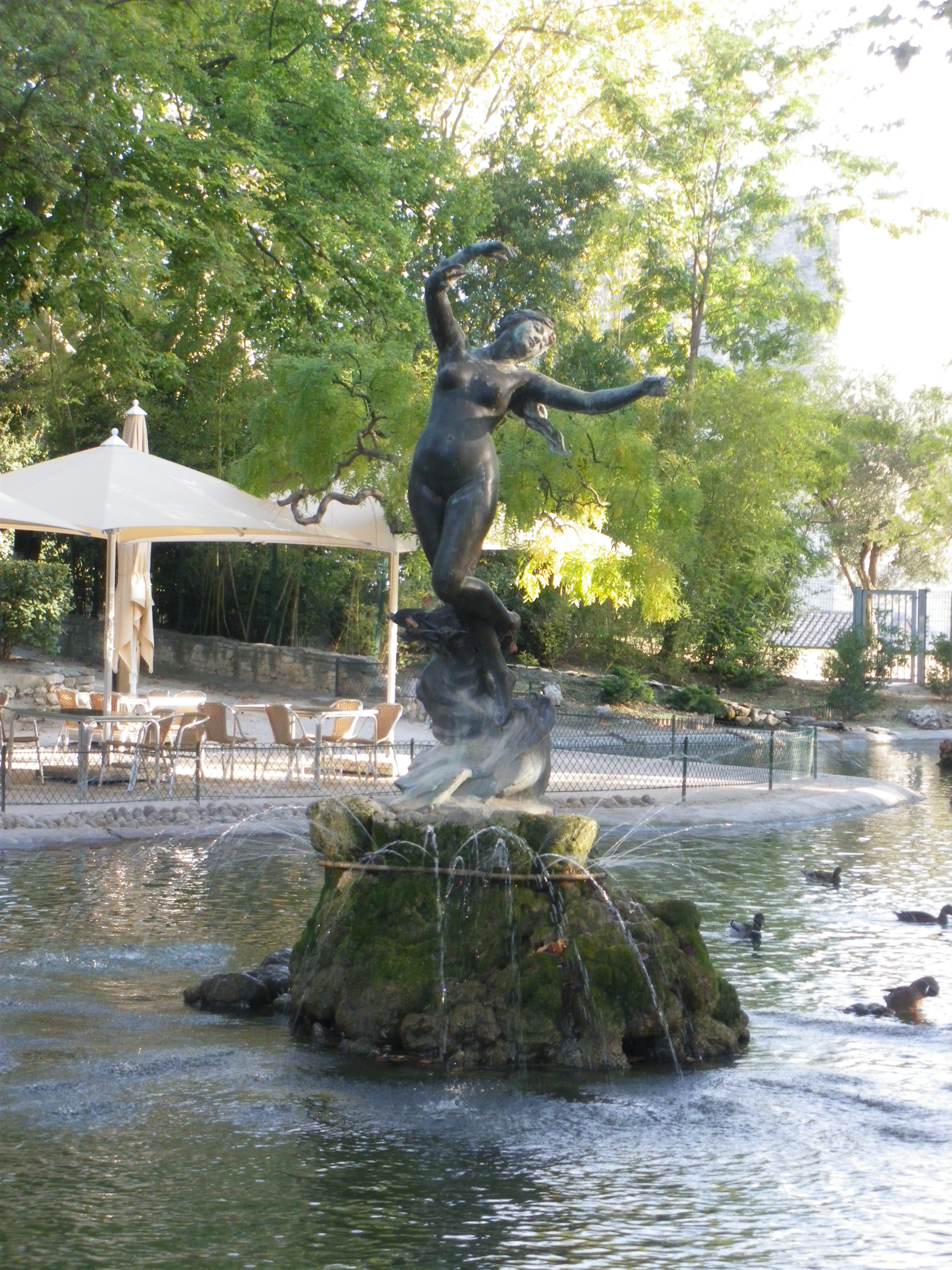
Vénus aux Hirondelles.
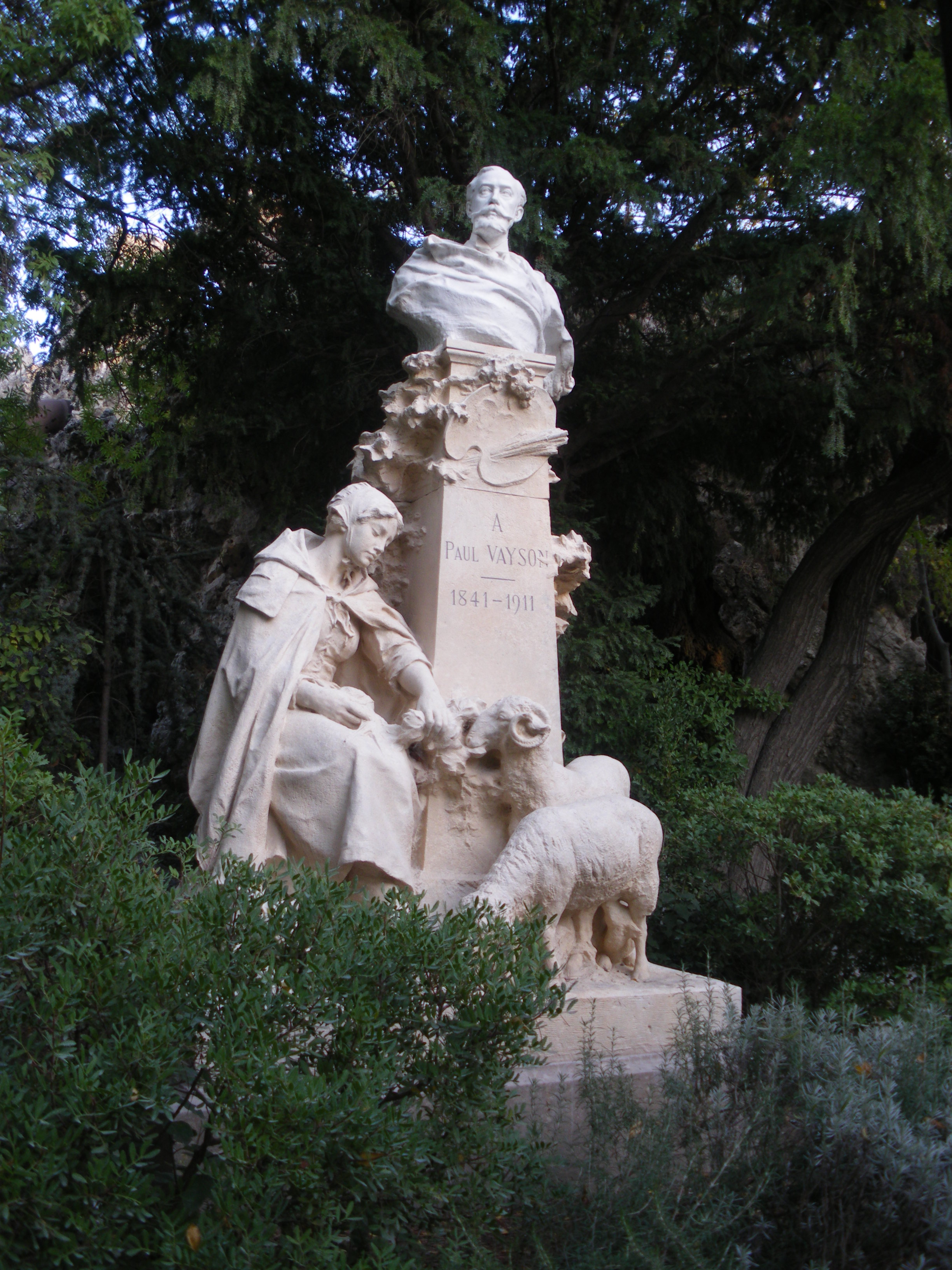
Monument à Paul Vayson.

- Bandol, médiathèque : Improvisateur, 1887-1889, statue bronze, dépôt du musée d'Orsay 190 × 100 × 70 cm[23]. Place de l'Europe : Improvisateur, reproduction en bronze 2021, 190 x 100 x 70 cm.
- Bollène
  - Place de l'hôtel de ville, monument commémoratif à Félix Charpentier : Les Lutteurs, vers 1890, groupe relié en marbre, 240 × 125 × 180 cm[24] ,[25]
  - Boulevard Gambetta : Monuments aux morts[26].
  - Hôtel de ville :
    - La Chanson, 1889, statue plâtre, 250 × 115 × 90 cm[27]
    - L'Improvisateur, 1887, statue plâtre

  - Place Pasteur :  monument Pasteur, bronze et pierre, h 2.5m.
- Bordeaux, place des Quinconces : Monument des Girondins, deux bassins, "la République" et la "Concorde", bronze, 1895. En collaboration avec Alphonse Dumilatre et Gustave Debrie.
- Brest, musée des Beaux-Arts : Belle Matinée, statue plâtre, 235 × 66 × 60 cm[28] :
- Brou : statue de poilu du monument aux morts de Brou, novembre 1921, calcaire[29].
- Châlons-en-Champagne, mairie : Le Dernier chant d'une cigale, 1904, statue en marbre, 240 × 105 × 90 cm[30]
- Chassant :
  - Mairie : buste de Marianne, signature datée 22 juillet 1892, plâtre, 125 × 81 × 38,5 cm[31]
  - Église Saint-Lubin :
    - Jeanne d'Arc, 1904, statue en plâtre patiné, 203 × 64 × 66 cm[32]
    - Christ, plâtre original signé, 72 × 46 × 23 cm[33]

  - Villa Charpentier : La Saltimbanque, marbre de Carrare, hauteur 1,40 m ; buste de Léa, marbre de Carrare, hauteur 0,80 m

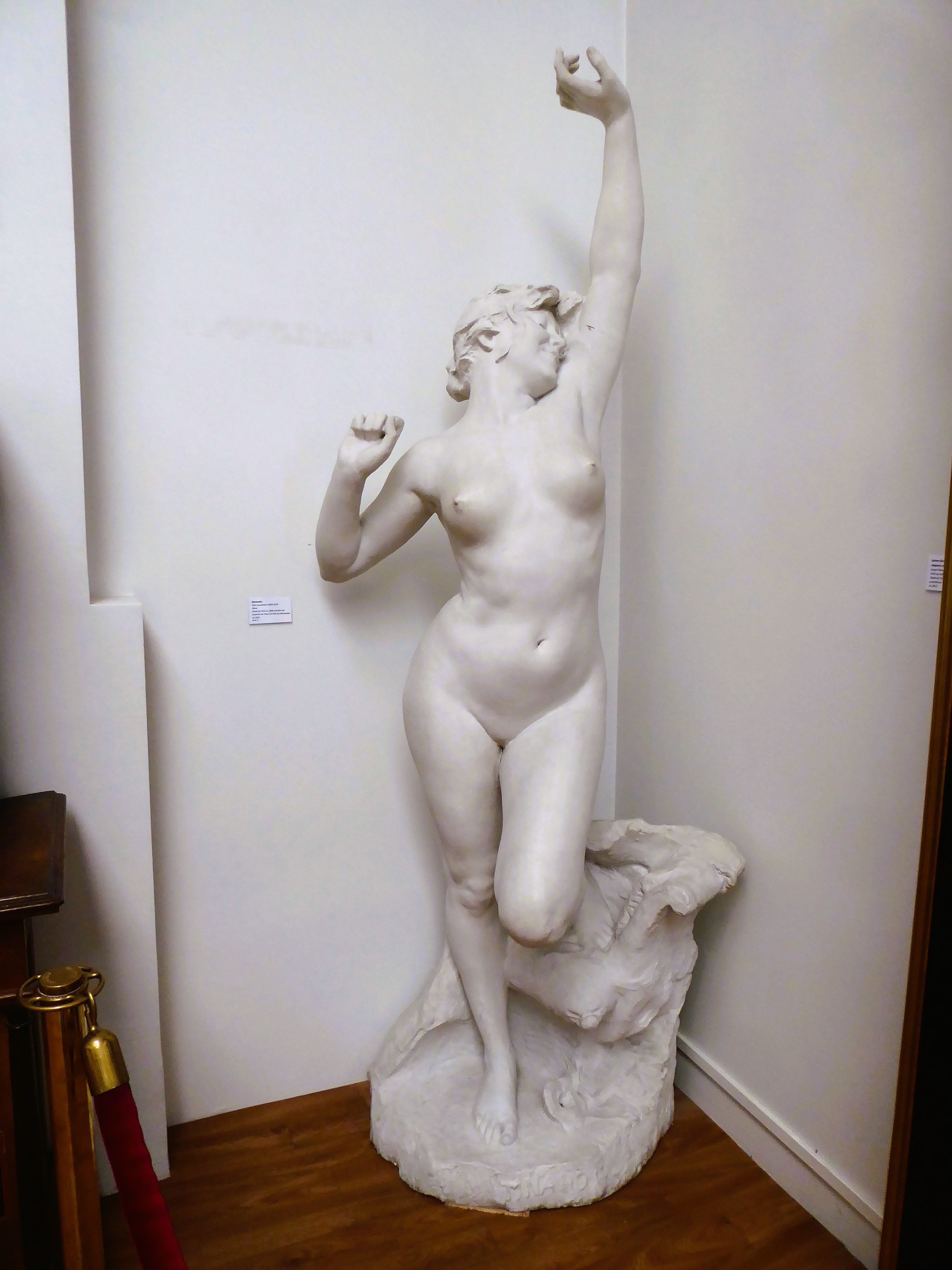
Matinado, plâtre, musée des Beaux-Arts et d'Histoire naturelle de Châteaudun.

- Châteaudun, musée des Beaux-Arts et d'Histoire Naturelle : Matinado, plâtre, dépôt de l’État de 1889, transfert de propriété de l’État à la ville de Châteaudun de 2010 (inv. 89.DE.10).
- Combres, Statue du monument aux morts de Combres, juillet 1921[34].
- Dangeau, Monument aux morts de Dangeau, mars 1921[35].
- Decize, mairie : Volupté, vers 1901, haut-relief en marbre, 198 × 106 × 89 cm[36]
- Le Puy-en-Velay, musée Crozatier : Vieux Berger, vers 1900, bronze, 41 × 21 × 21 cm[37].
- L'Isle-sur-la-Sorgue, place Gambetta : Monument commémoratif à Alphonse Benoit[38]
- Nogent-le-Rotrou, musée du château Saint-Jean : buste en bronze de Camille Gaté, sculpteur, 1900, « Souvenir de profonde amitié à Camille Gaté » (dépôt).
- Nogent-sur-Seine, musée Camille-Claudel : Mireille, 1909, buste en marbre, 70 × 50 × 21 cm[39].
- Orléans, parc Pasteur : La Source humaine[40],[41].
- Paris, 
  - Gare de Lyon :
    - La Méditerranée, cariatide supportant un balcon de la tour horloge
    - La Navigation et La Vapeur deux des quatre bas-reliefs symbolisant le triomphe de l'industrie ornant la façade du bâtiment situés au niveau du 1er étage ; les deux autres bas-reliefs représentent la mécanique et l'électricité et sont respectivement sculptés par Louis Baralis et Paul Gasq
    - Allégories du "Printemps" et de "l'Automne" à l'intérieur du Train Bleu.

Façade de la gare de Lyon
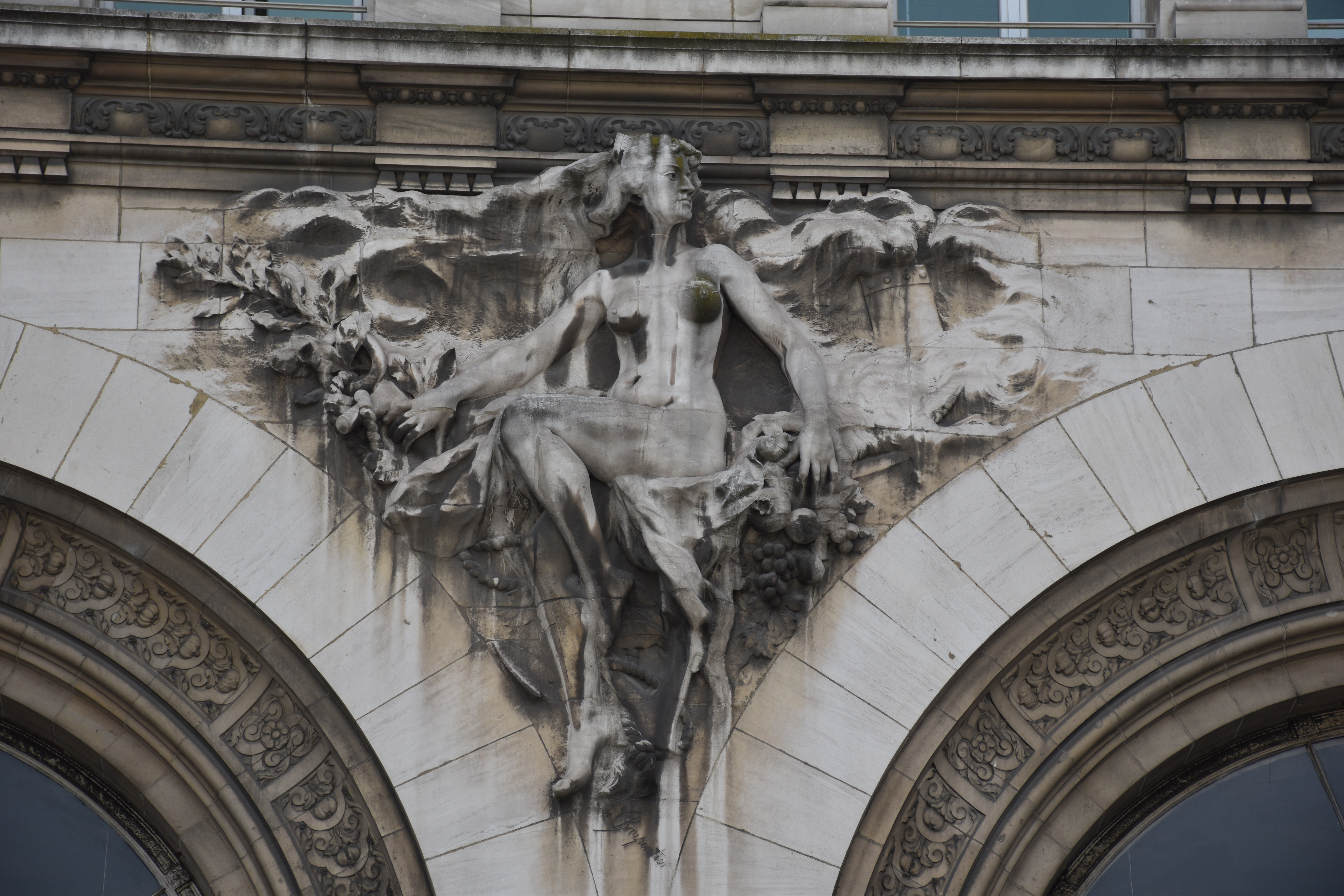
La Navigation, 1899.
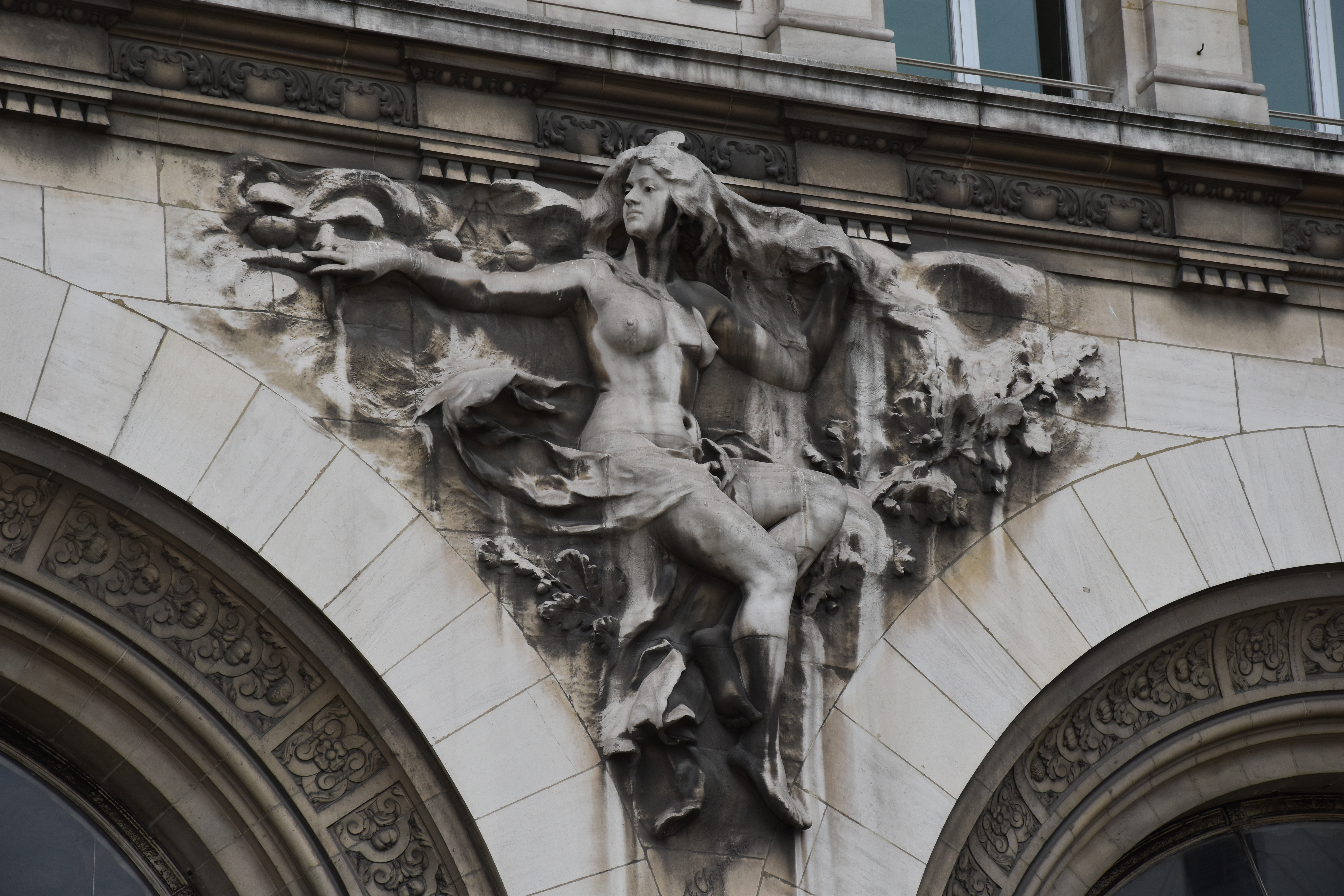
La Vapeur, 1899.
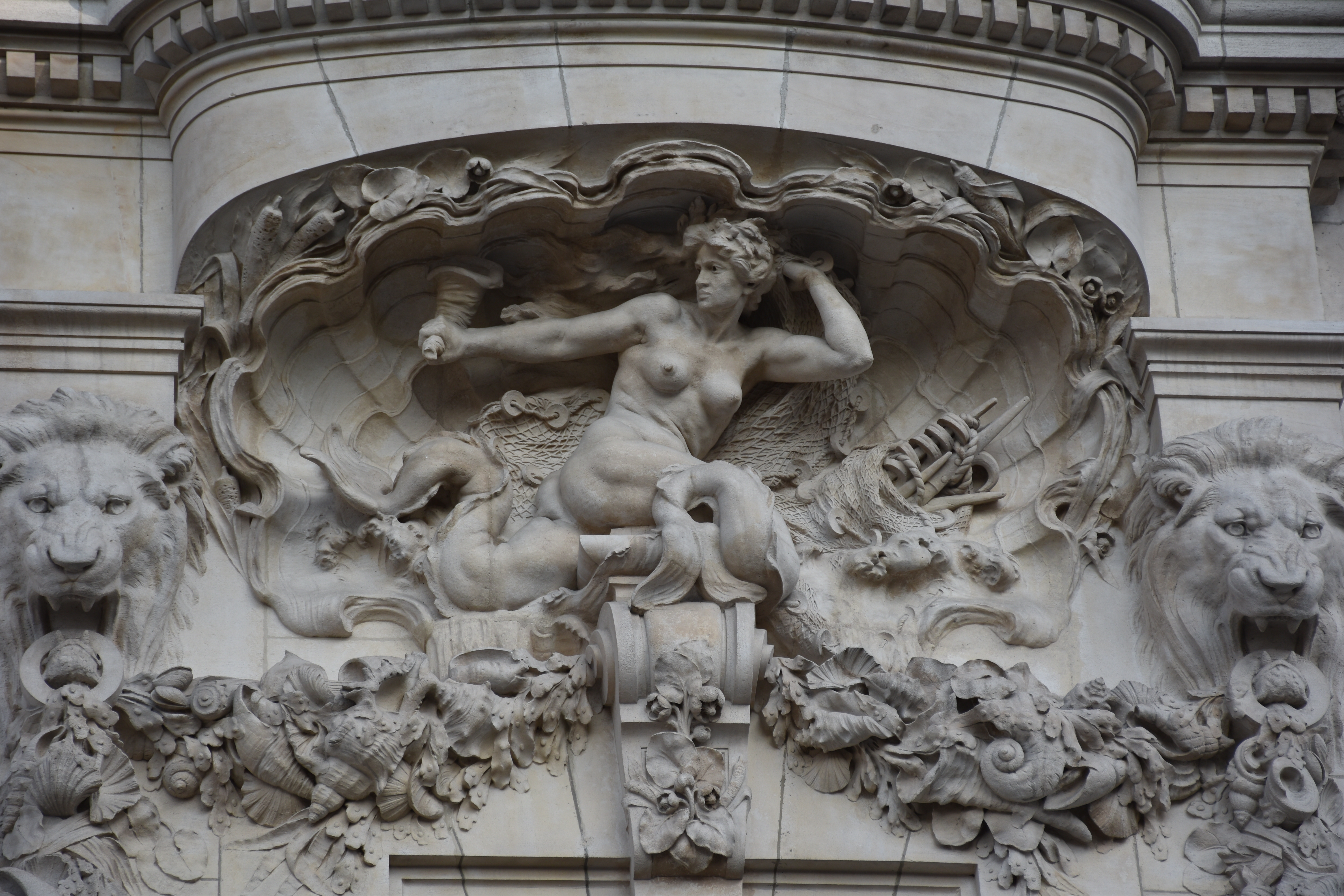
La Méditerranée, 1902.

- - Musée d'Orsay
    - Jean-Henri Fabre (1823-1915), entomologiste, 1919, bronze à cire perdue, 41,2 × 27,4 × 24,2 cm[42]
    - Improvisateur, 1887-1888, plâtre patiné, 51,1 × 25,4 × 14,9 cm[43],[44]

  - Muséum national d'histoire naturelle : Jean-Henri Fabre, 1923, buste en pierre de tonnerre, 80 × 47 × 33 cm[45]
  - Musée Carnavalet : "Eve ou femme nue accroupie", bronze, statuette, h 38cm[46].
- Saint-Céneri-le-Gérei : Monument à Paul Saïn, bronze, 1908, buste fondu pendant la seconde guerre mondiale[47]
- Sorel-Moussel : statue d'Ambroise Firmin Didot, imprimeur, éditeur et helléniste, 1890, place Firmin-Didot, statue de fonte de fer sur un piédestal en pierre, représentation en pied, avec un livre dans la main droite, l'autre main sur la poignée d'une vis de presse[48].

## Galerie de photographies

Œuvres de Félix Charpentier
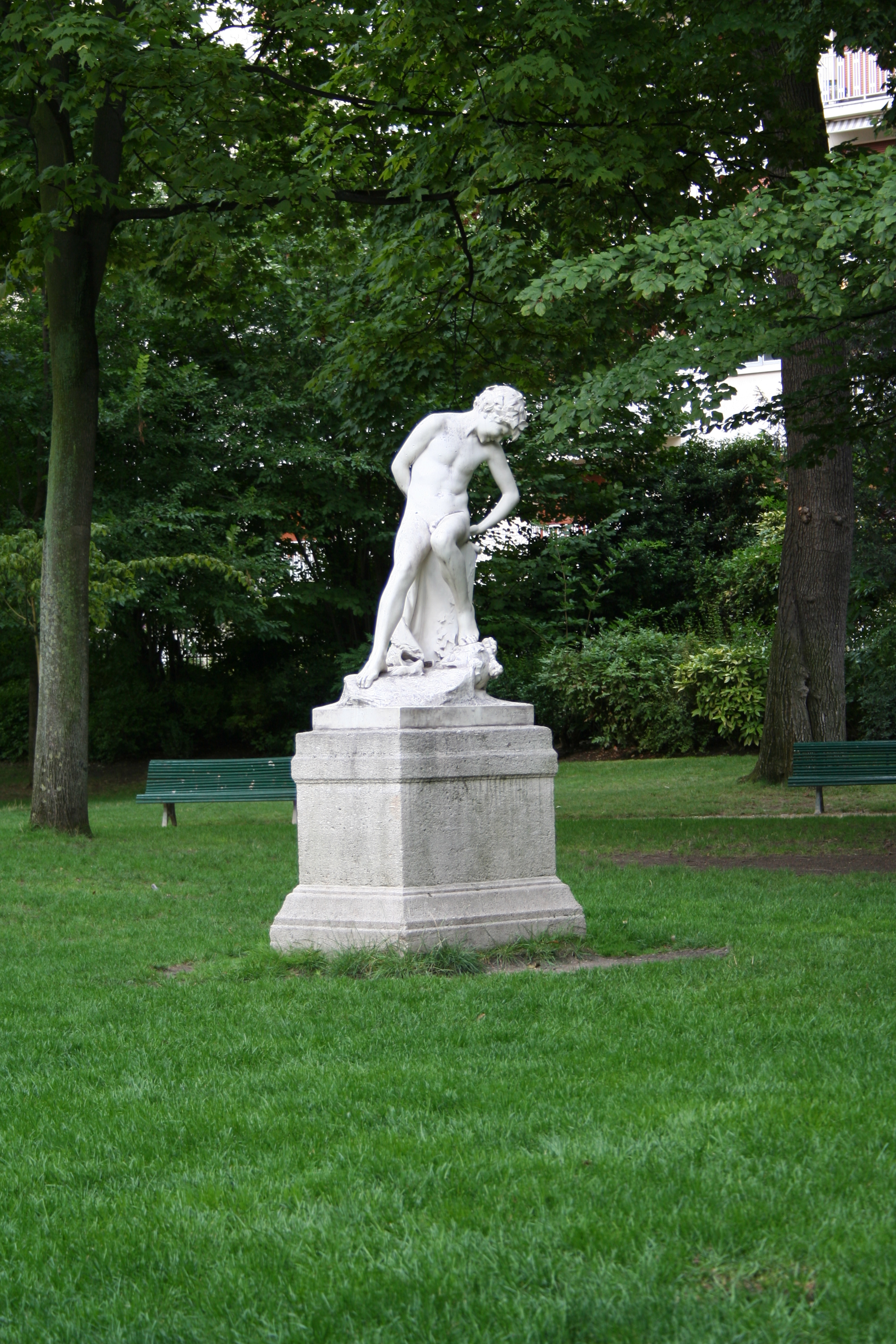
Le Jeune faune, 1886, Paris, parc Monceau.
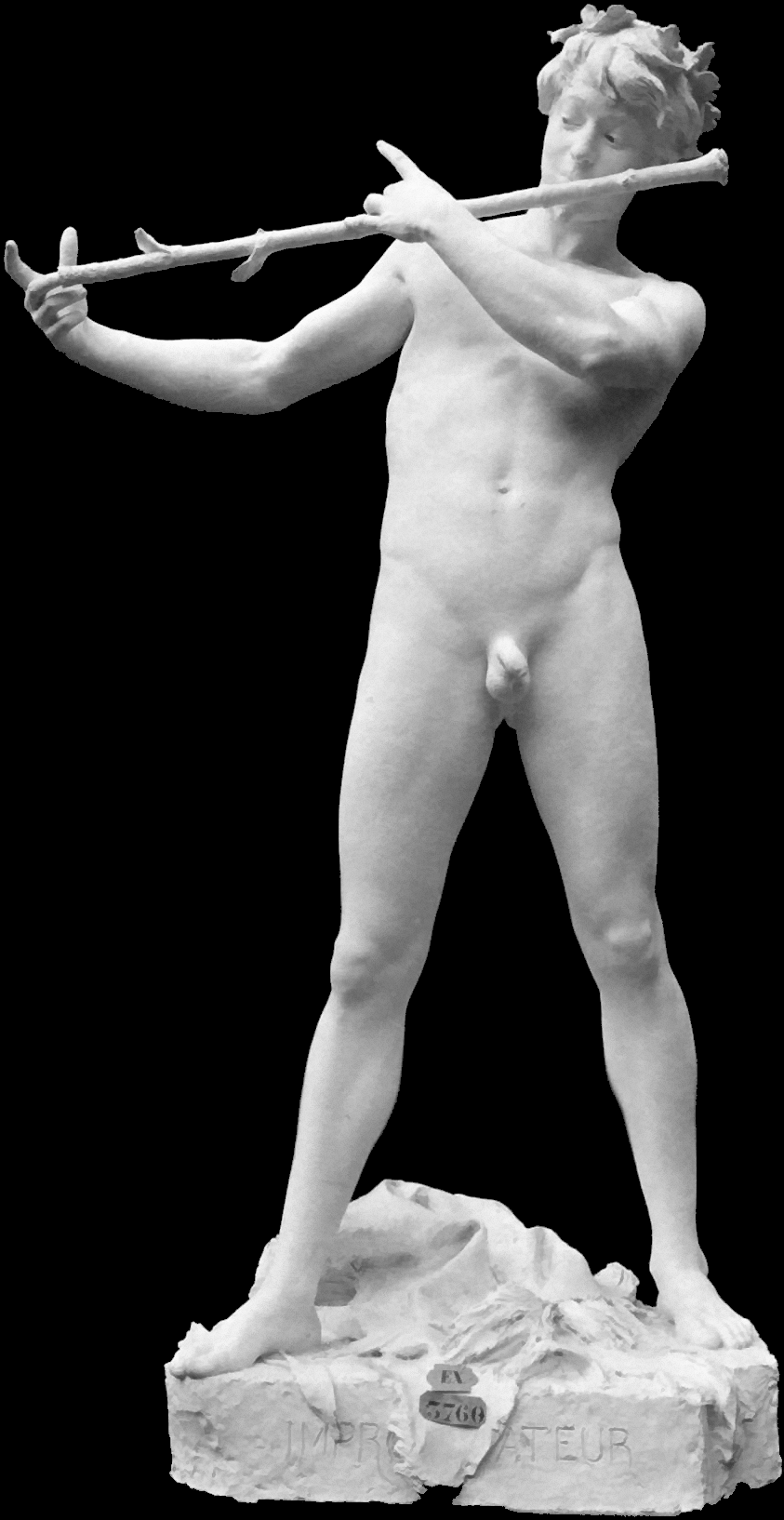
Improvisateur, 1887, musée d'Orsay.
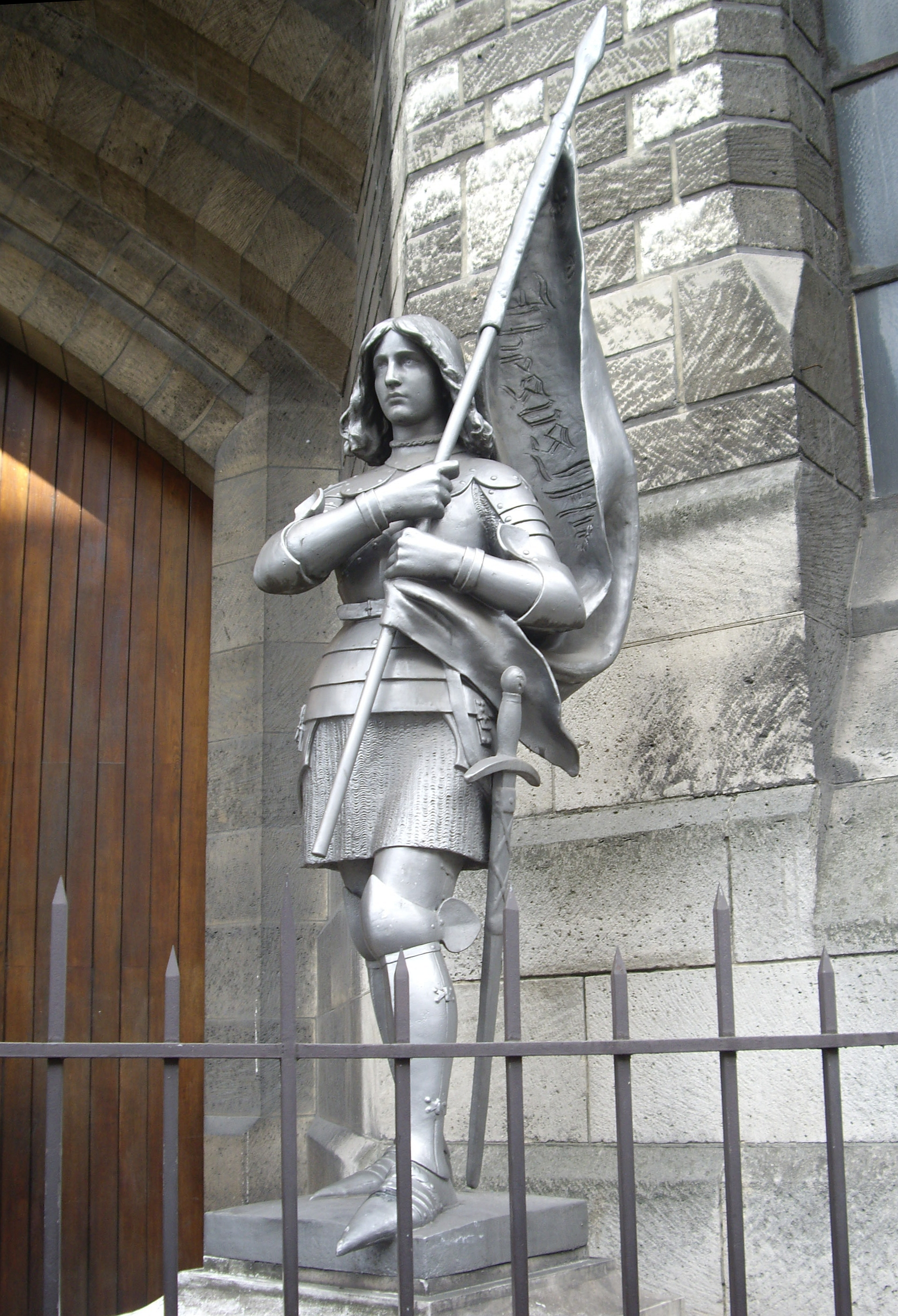
Jeanne d'Arc, 1888, basilique Sainte-Jeanne-d'Arc de Paris.
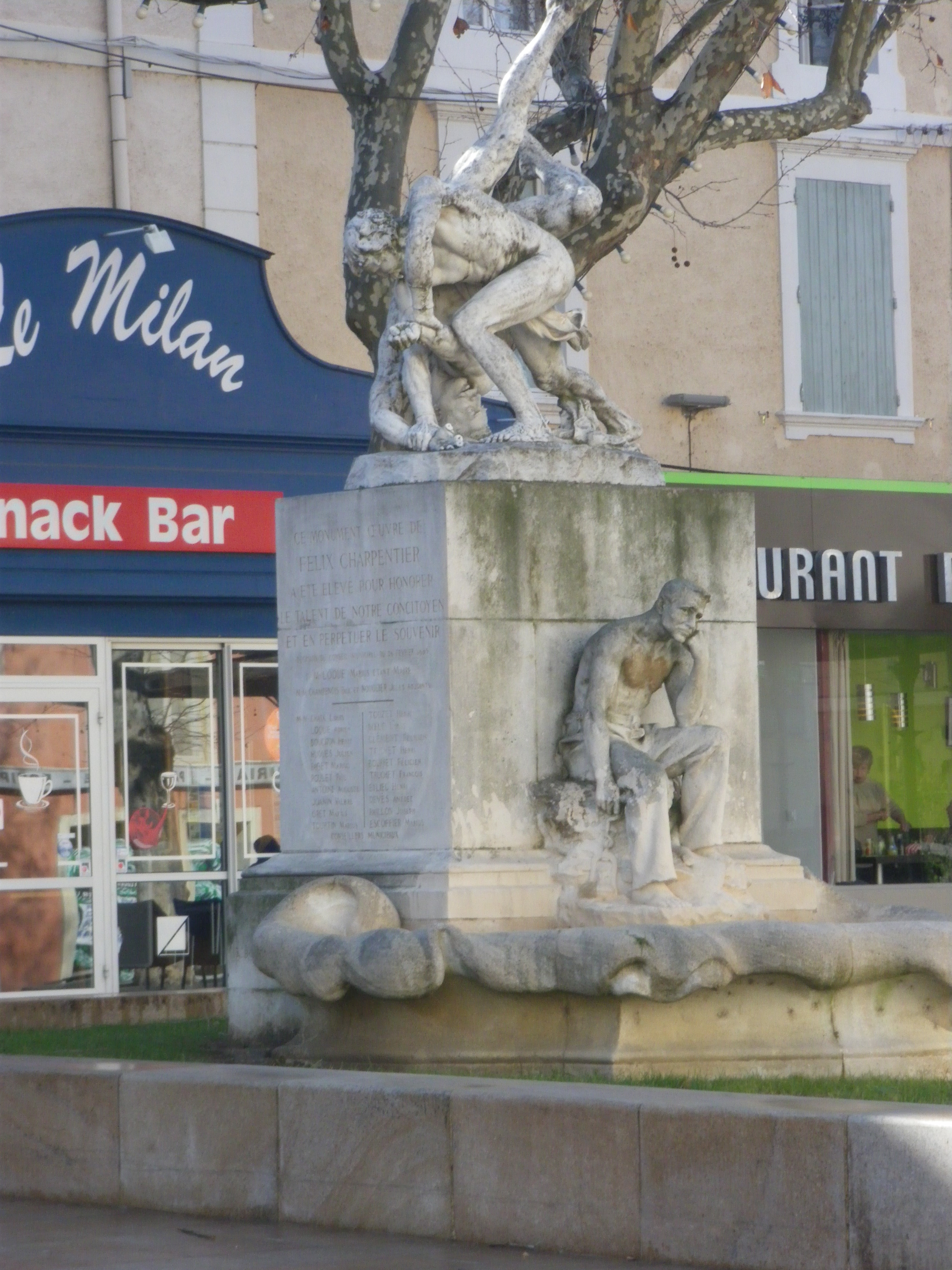
Lutteurs, 1893, marbre, Bollène.
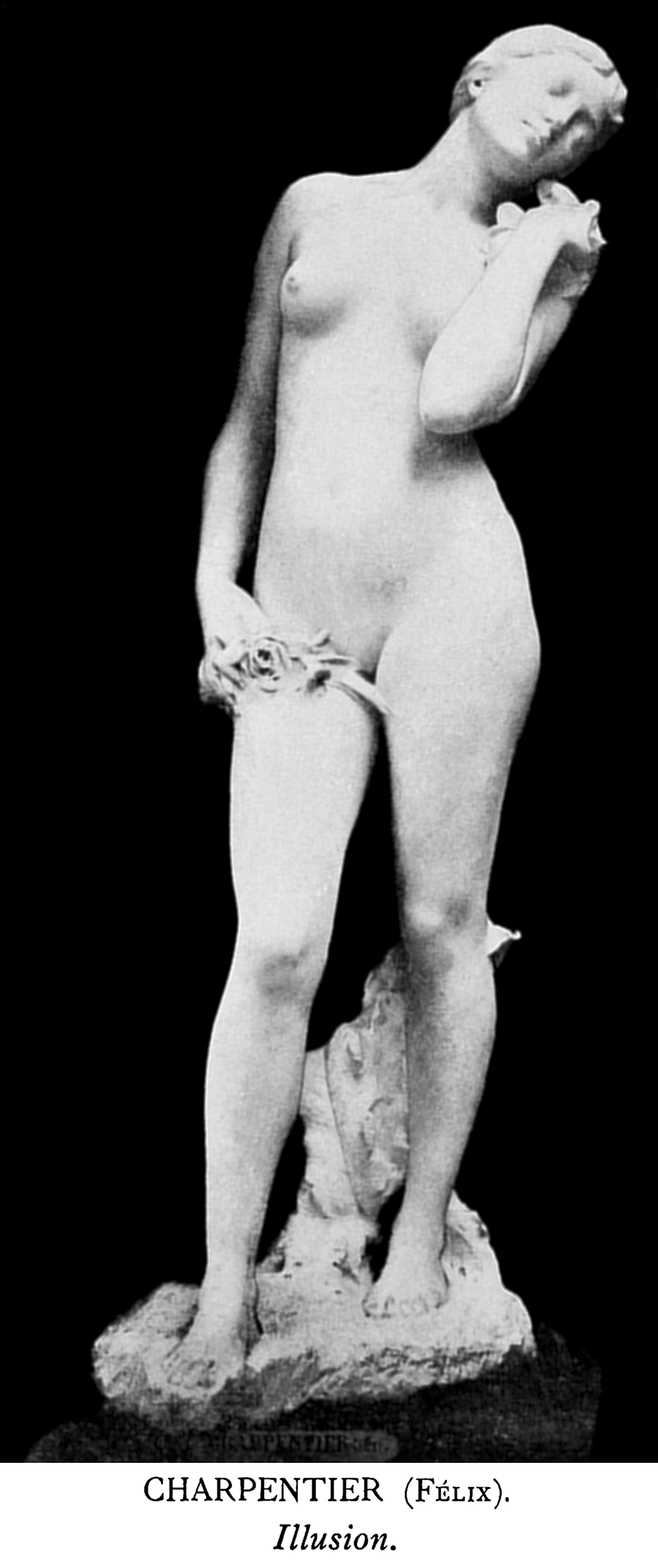
Illusion, Salon de 1895.
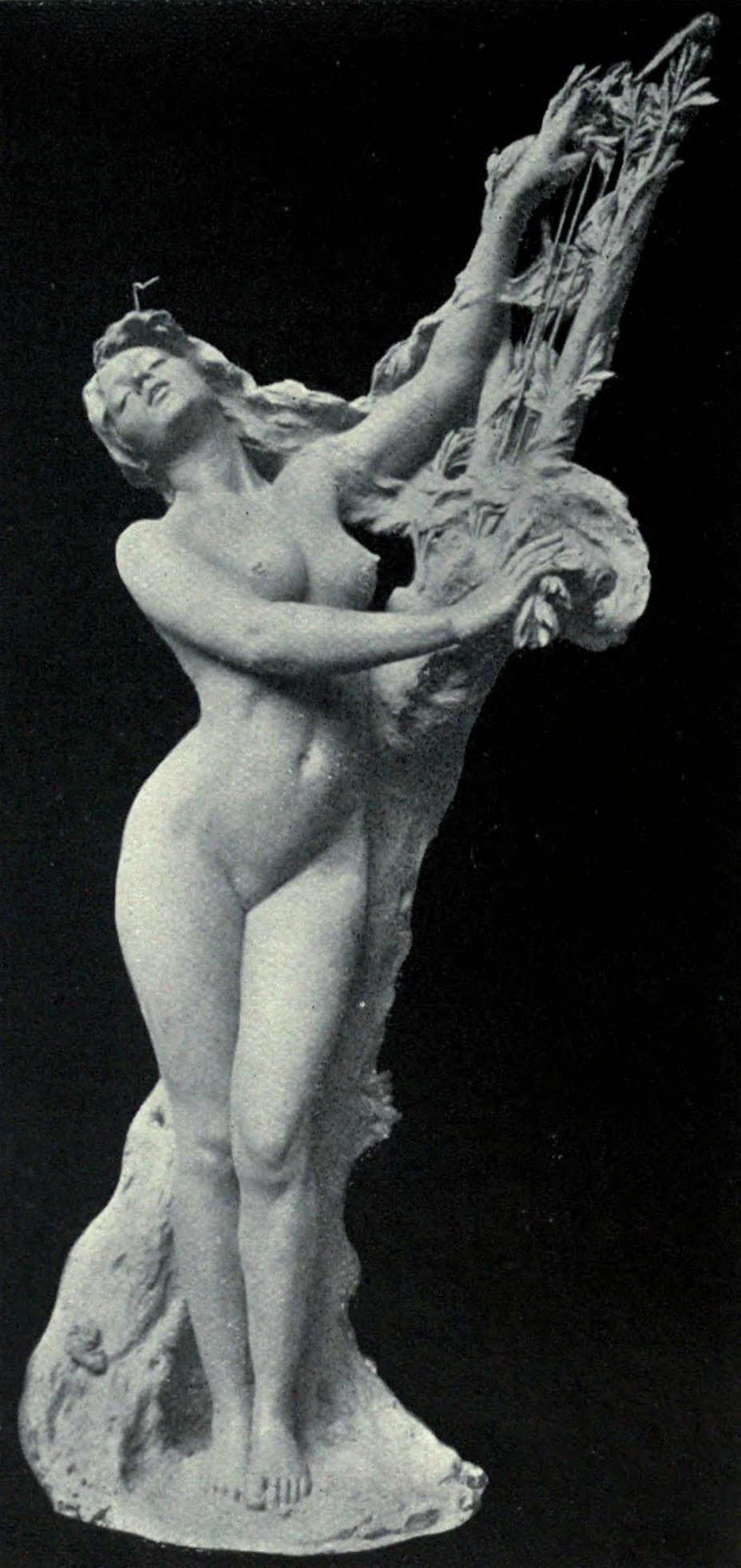
Le dernier chant d'une cigale, 1904.
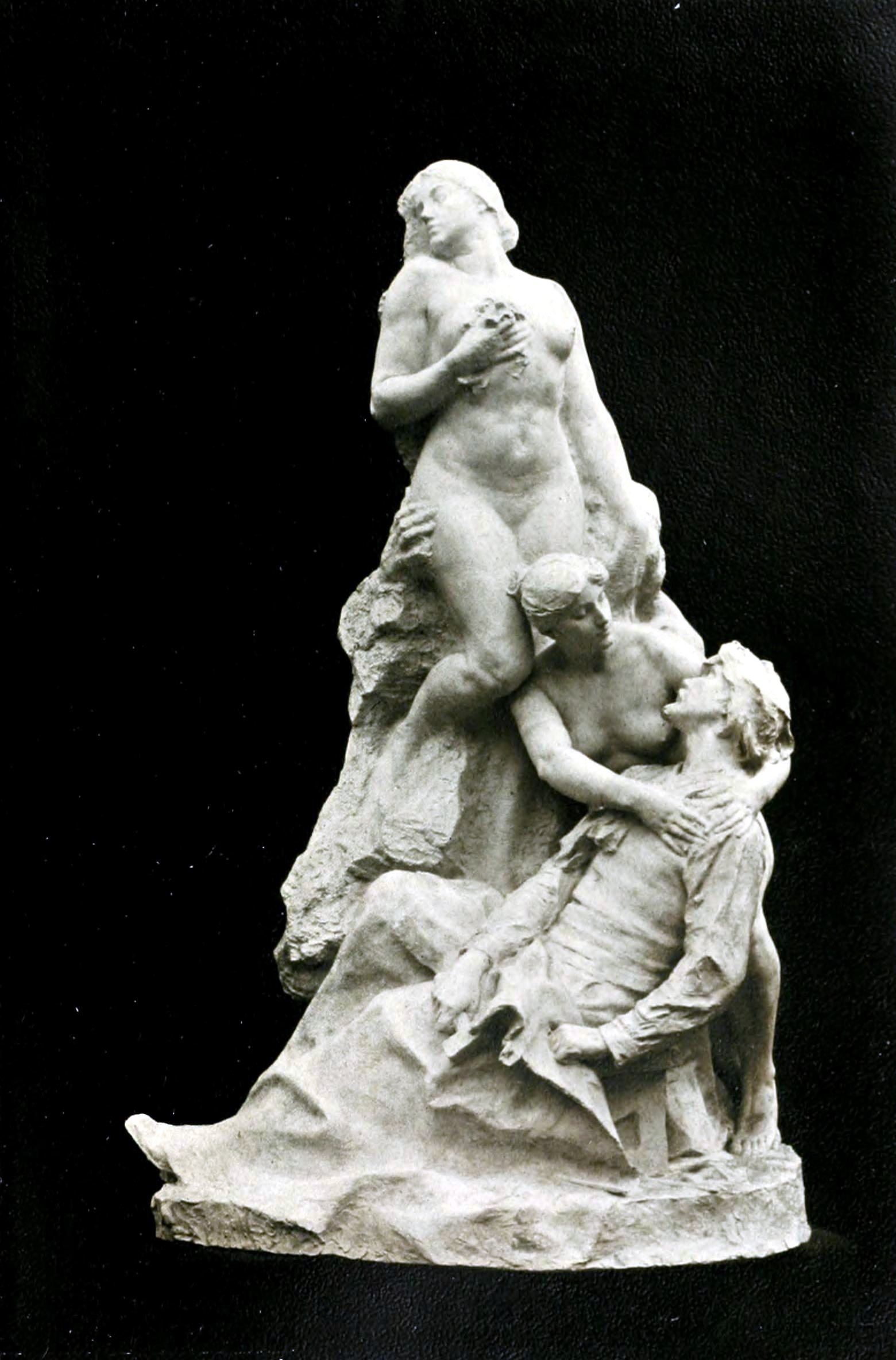
La tâche, Salon de 1908.
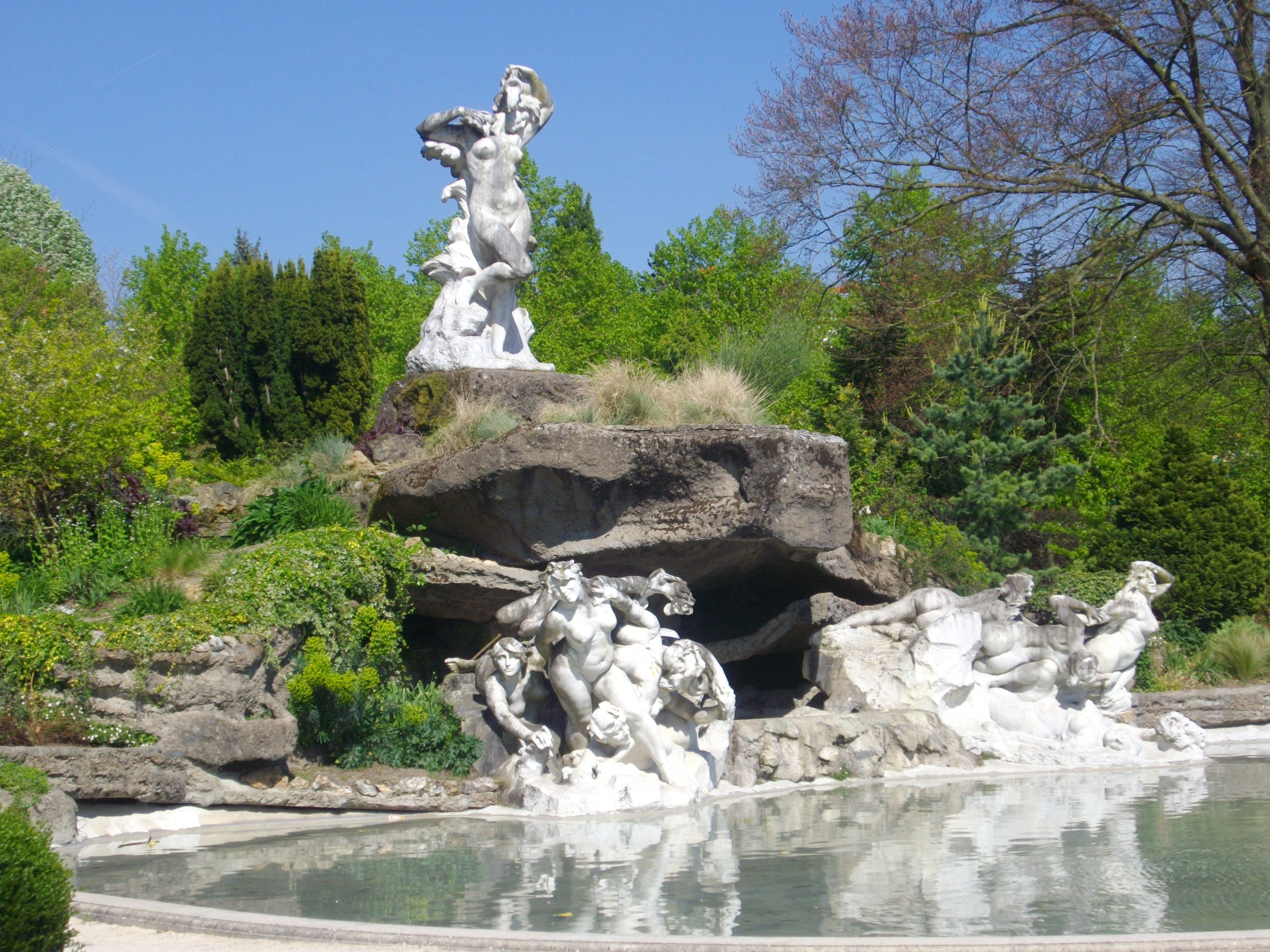
La Source humaine, parc Pasteur, Orléans.

Monuments aux morts de Félix Charpentier en Eure-et-Loir
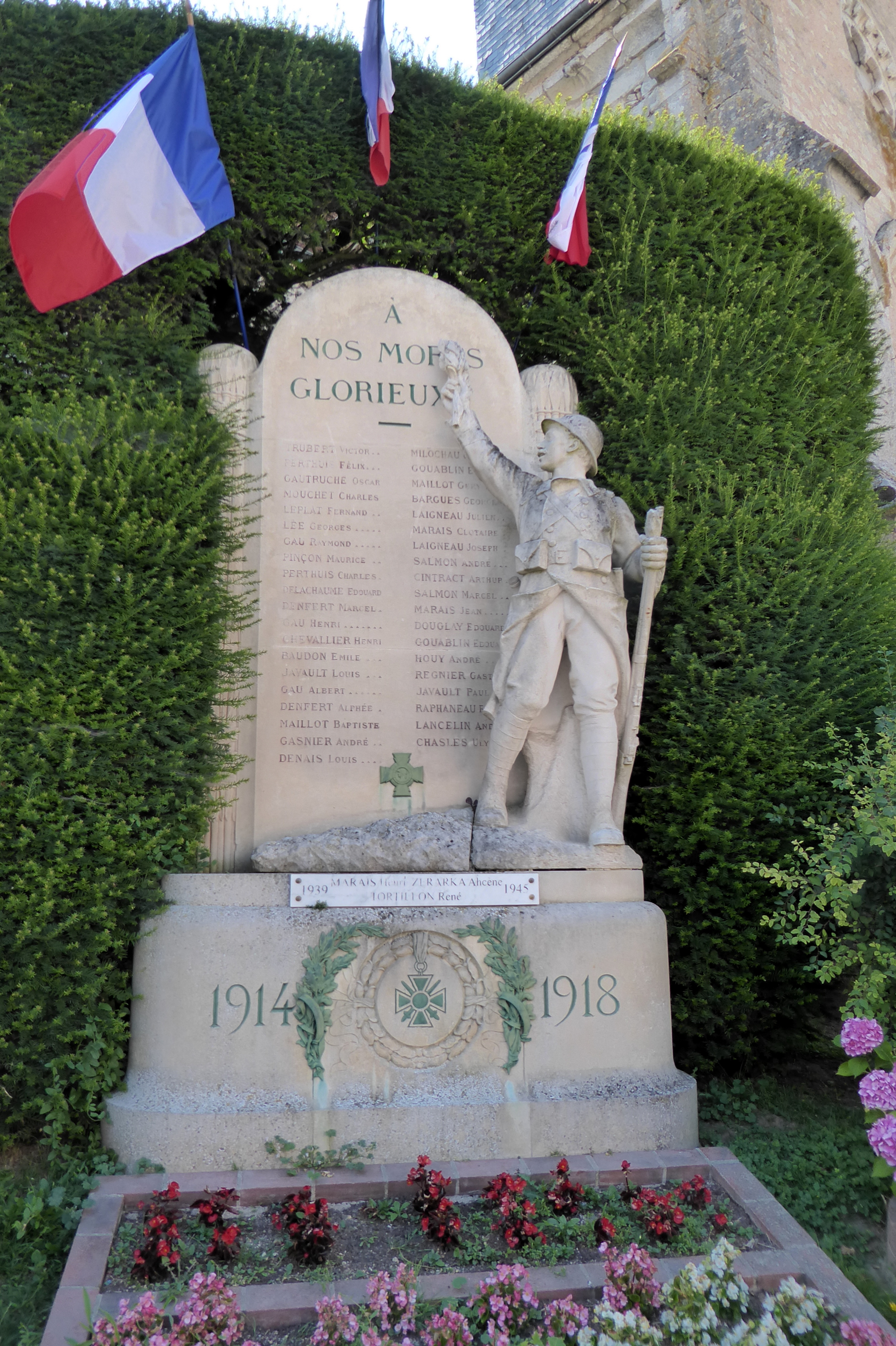
Béville-le-Comte.
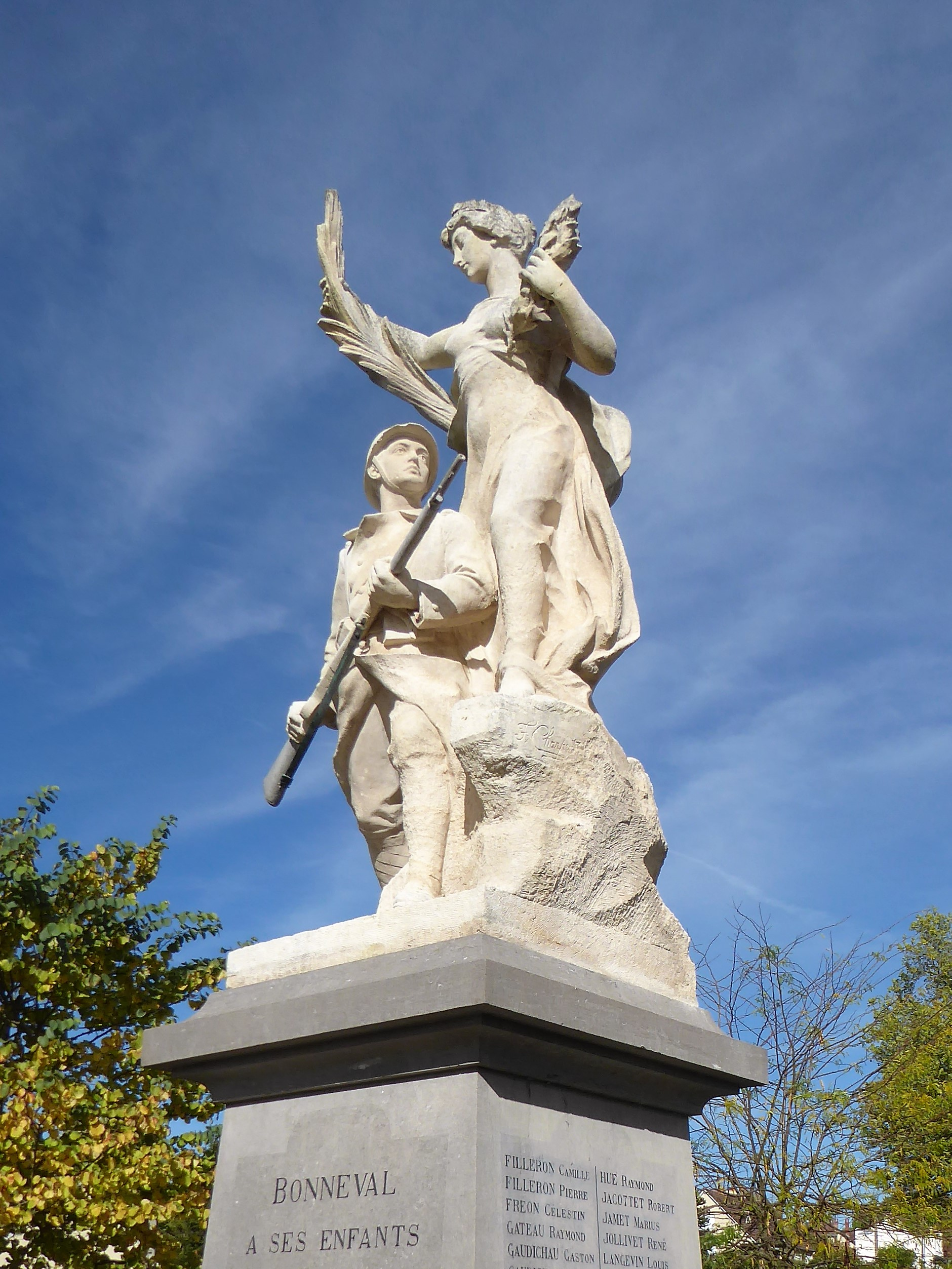
Bonneval.
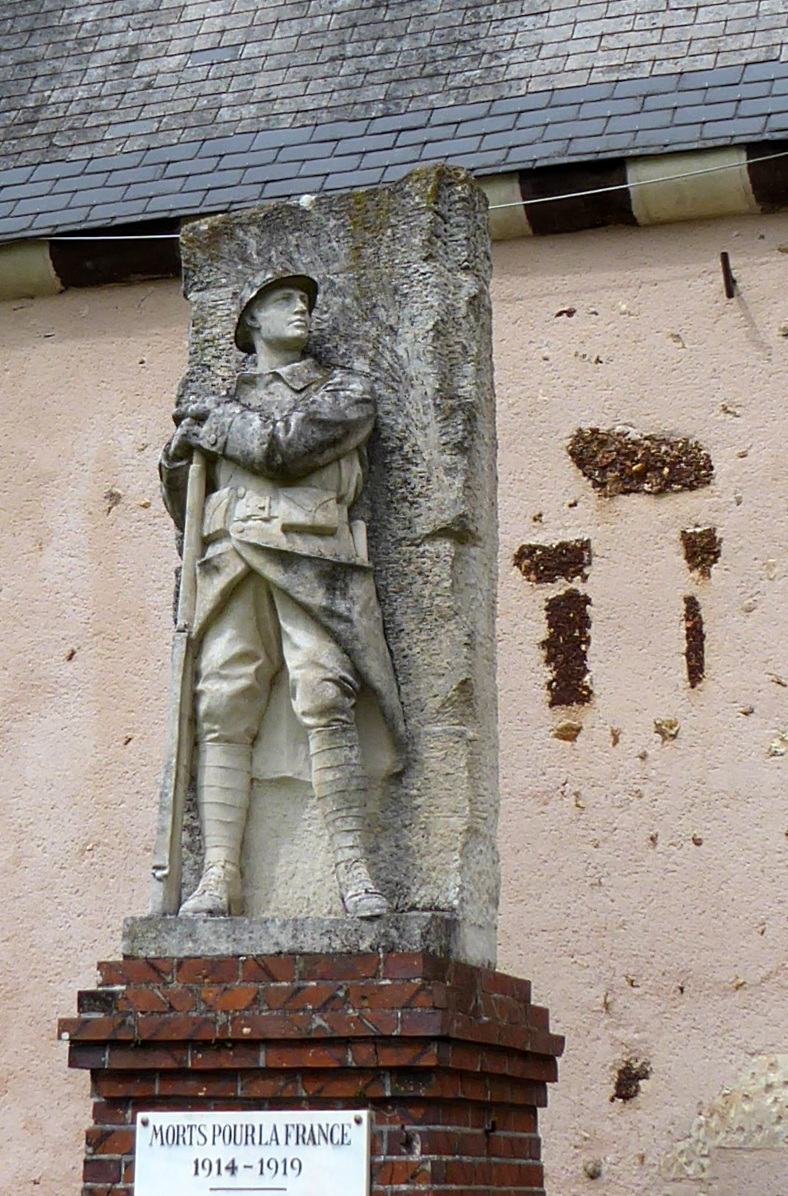
Chassant.
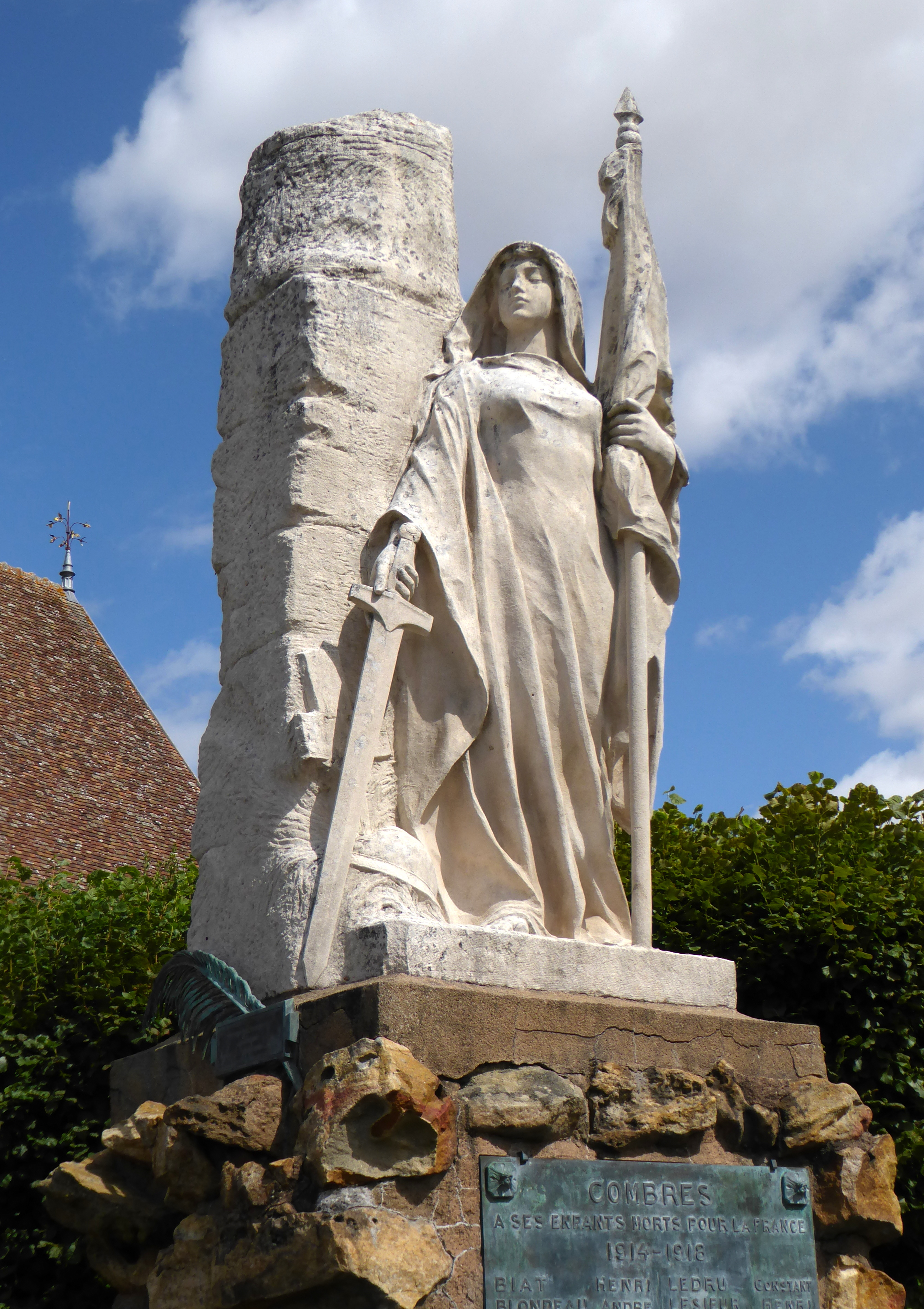
Combres.
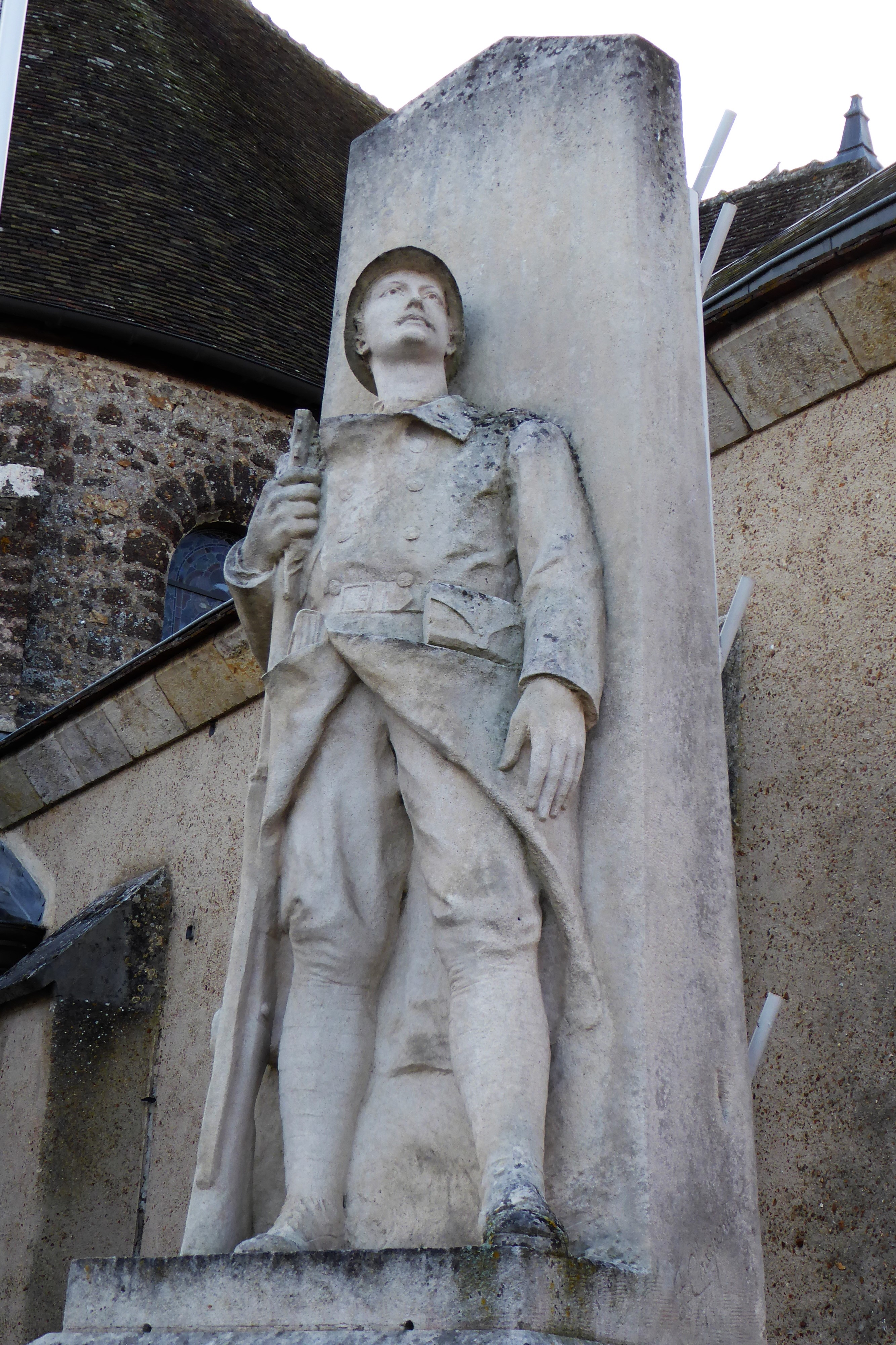
Dangeau.
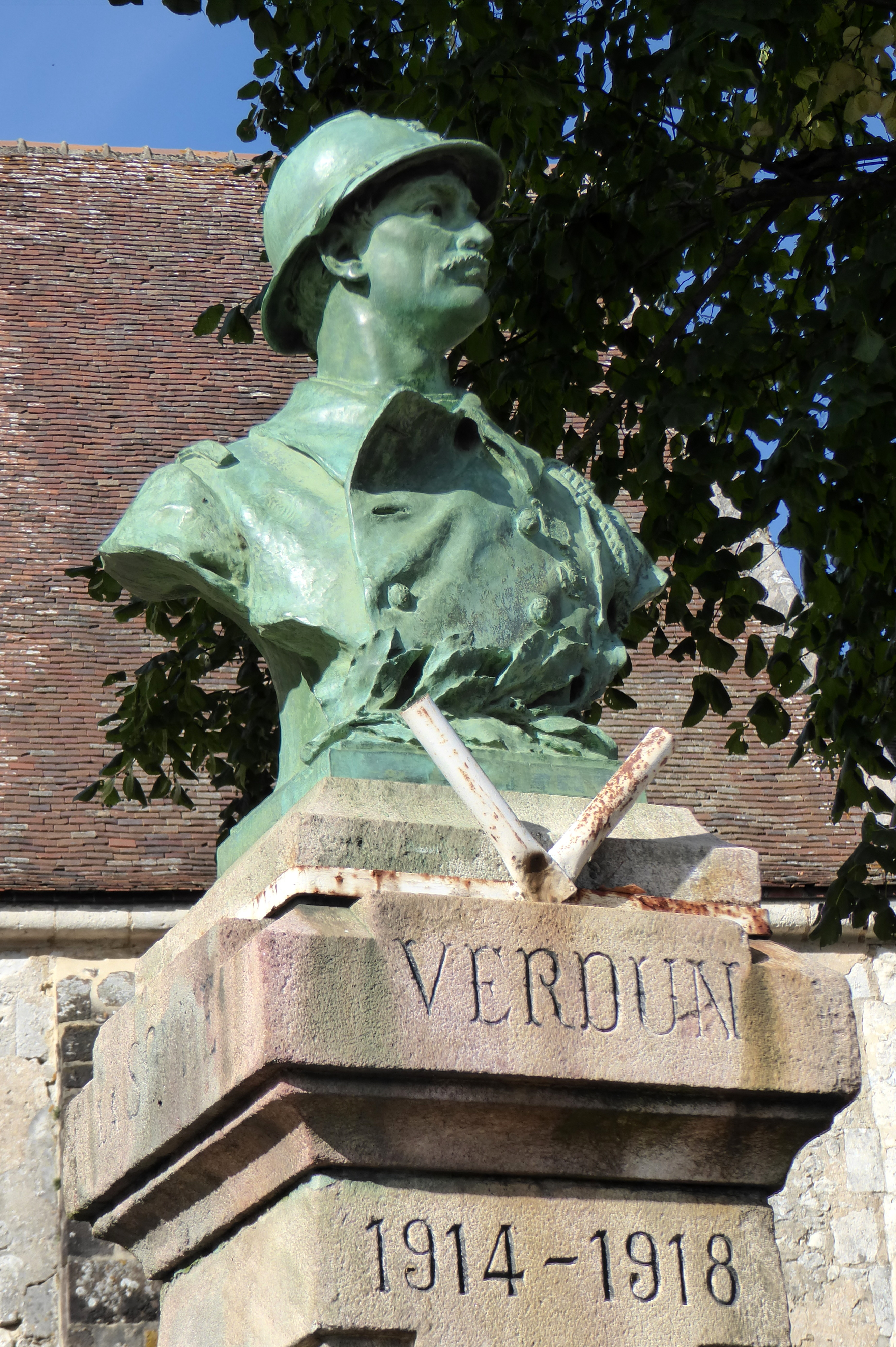
Frétigny.
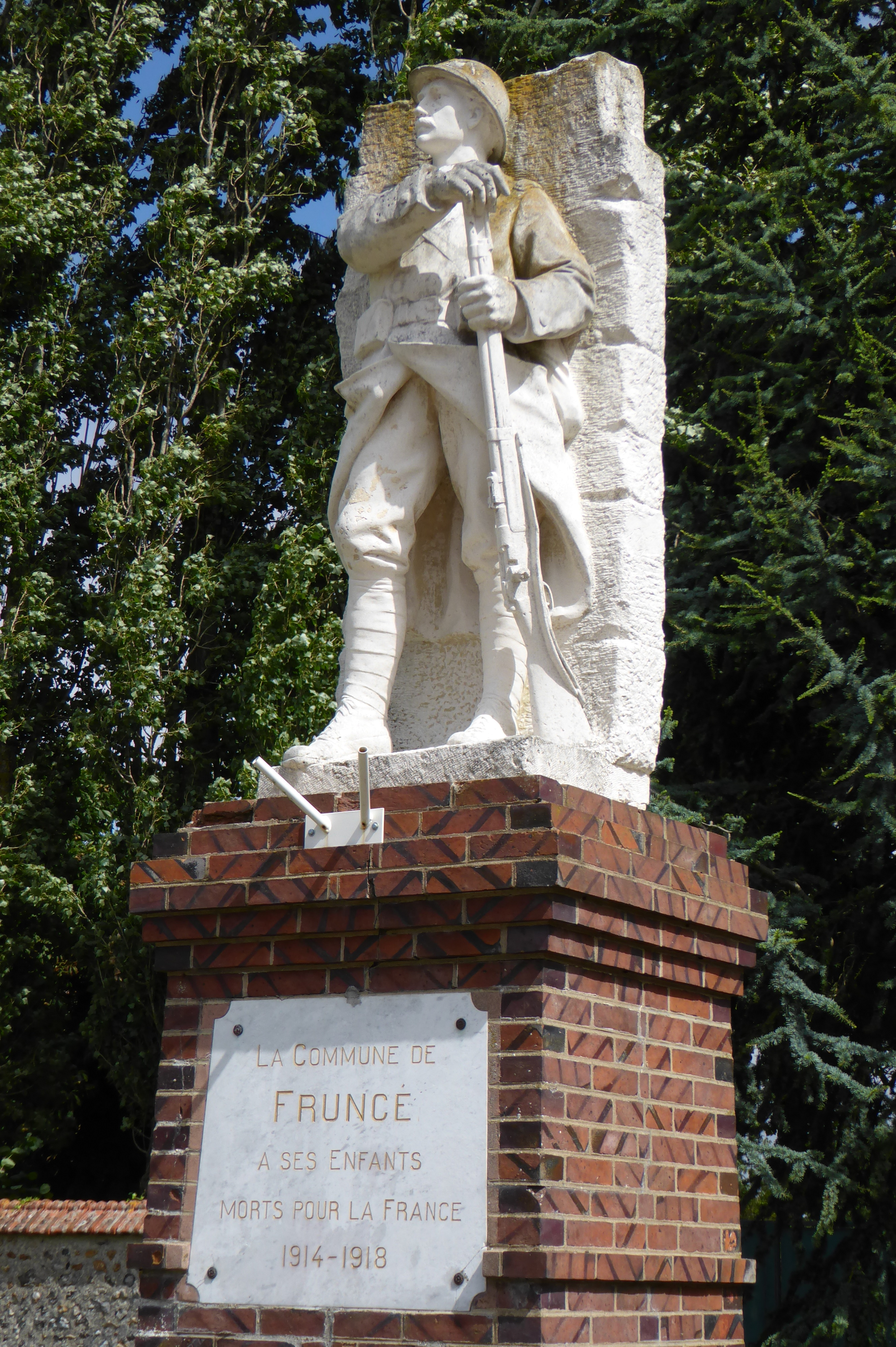
Fruncé.
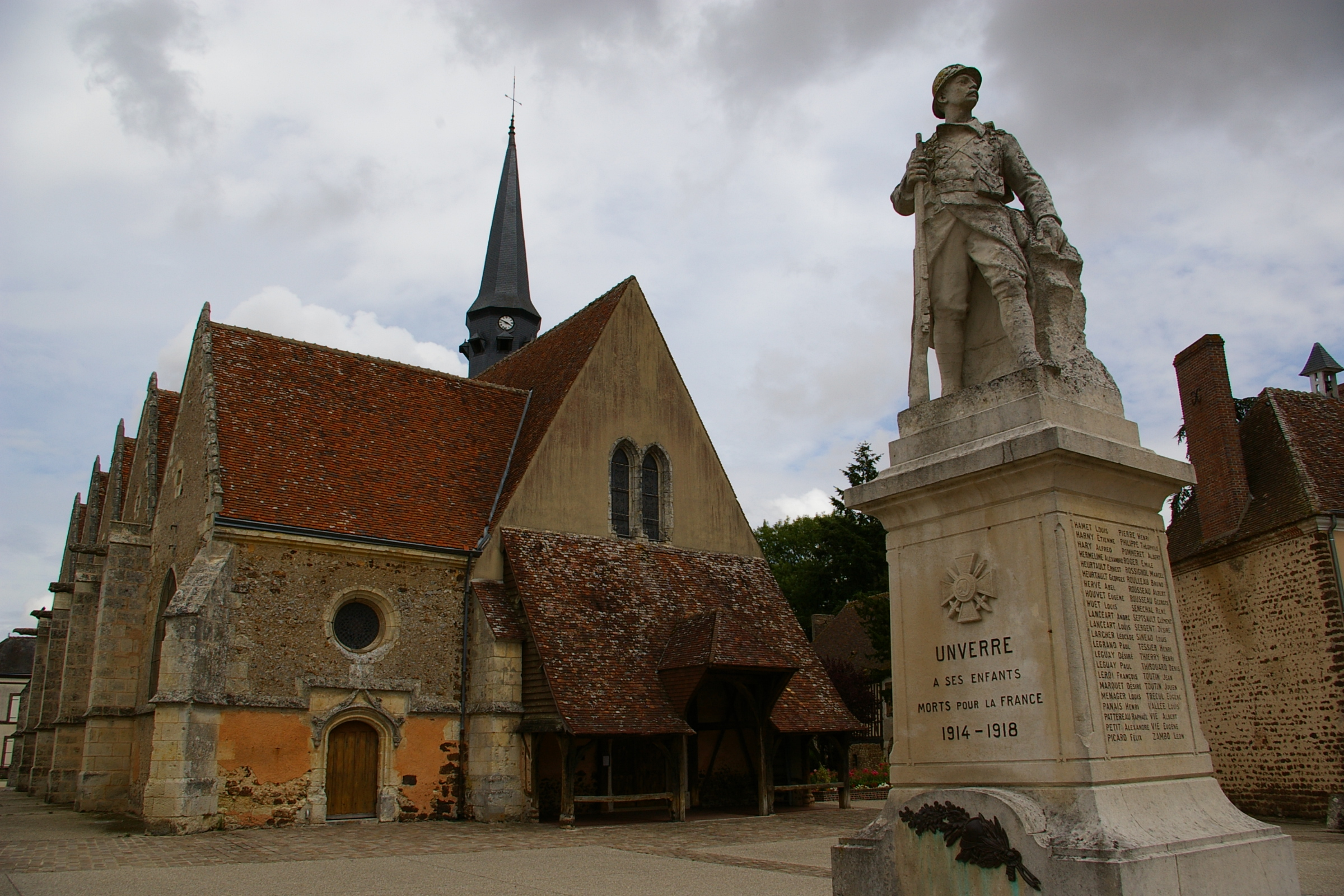
Unverre.

Monuments aux morts de Félix Charpentier - Autres départements
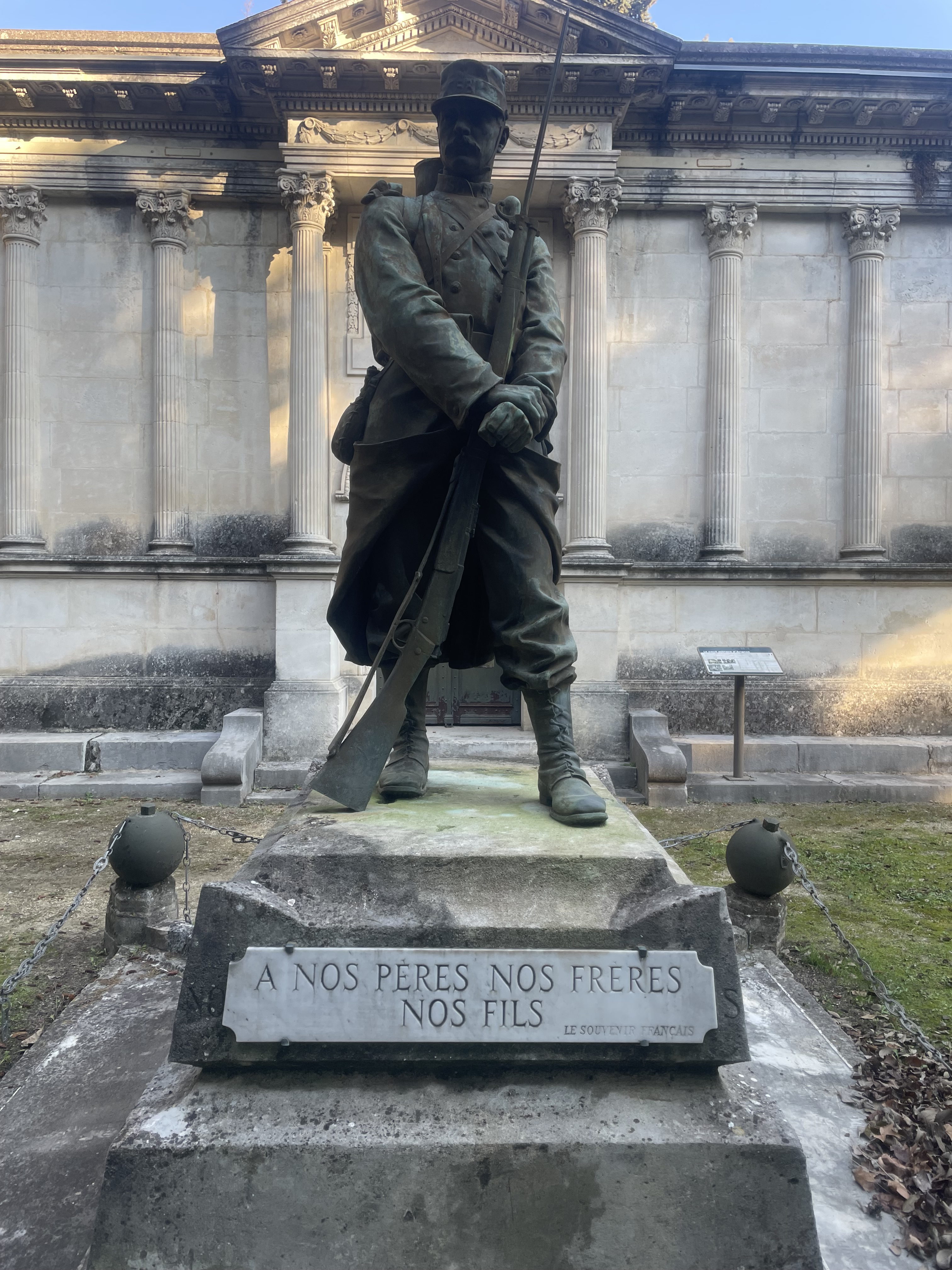
« La Sentinelle des morts », 1899, Avignon.
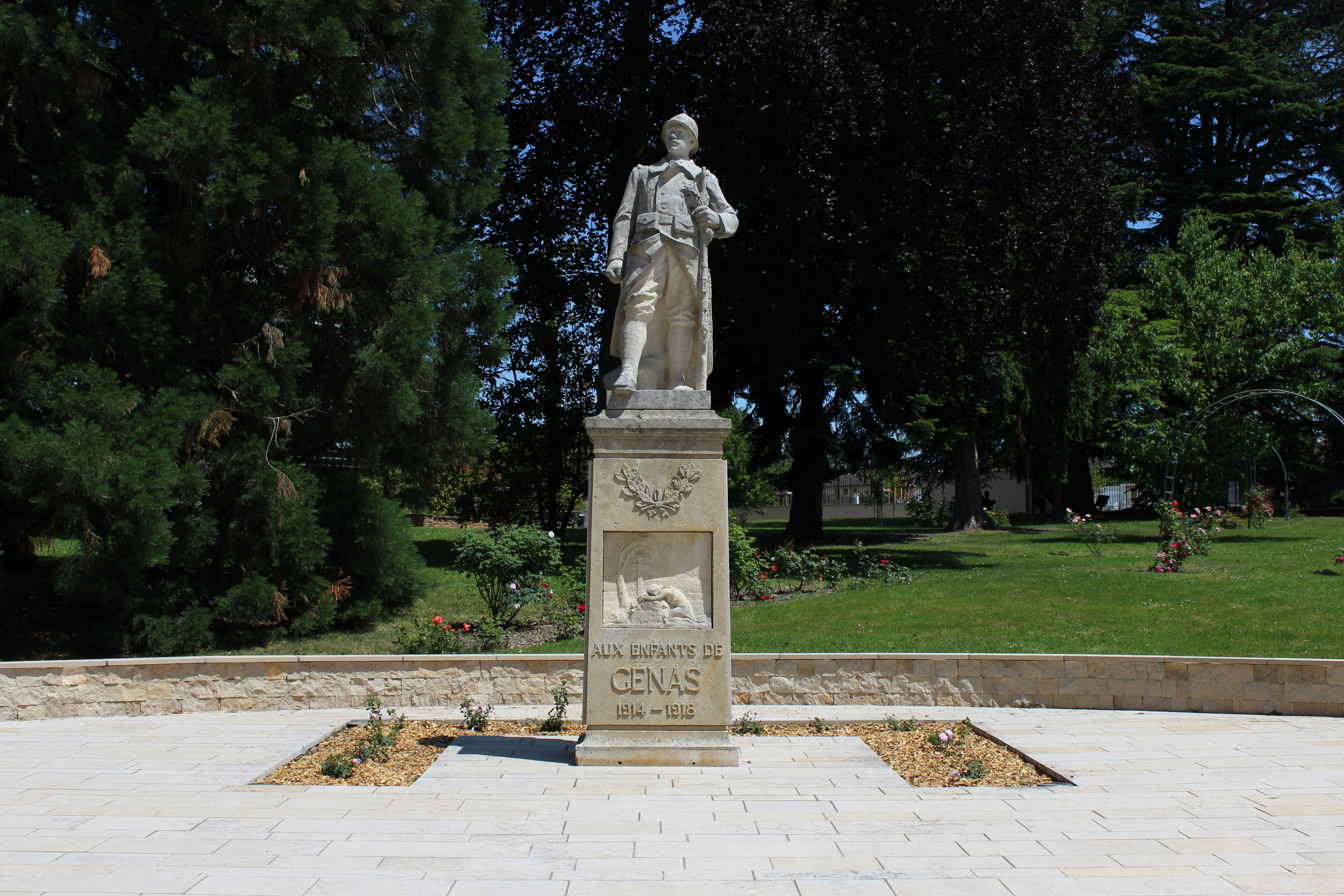
Genas, Rhône.
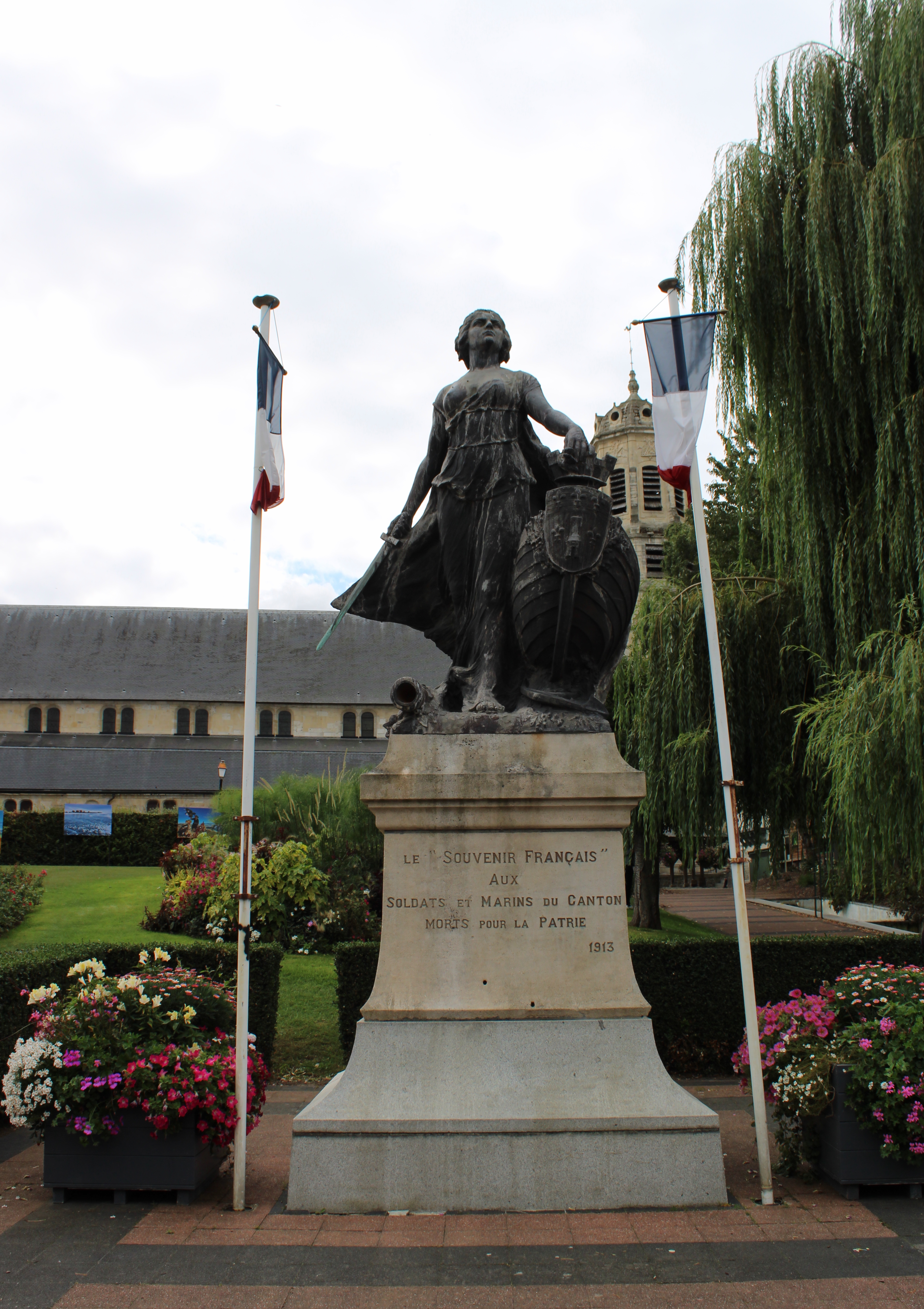
Honfleur, Calvados.
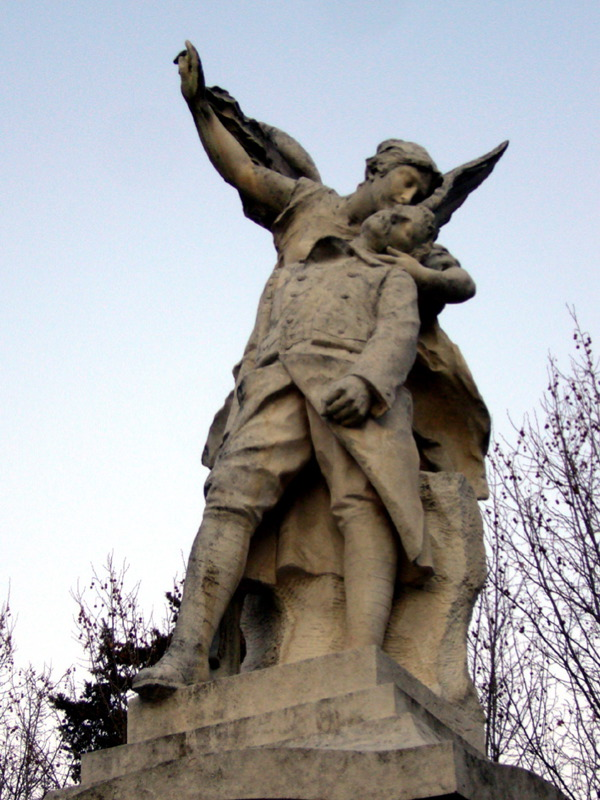
Roquemaure, Gard.
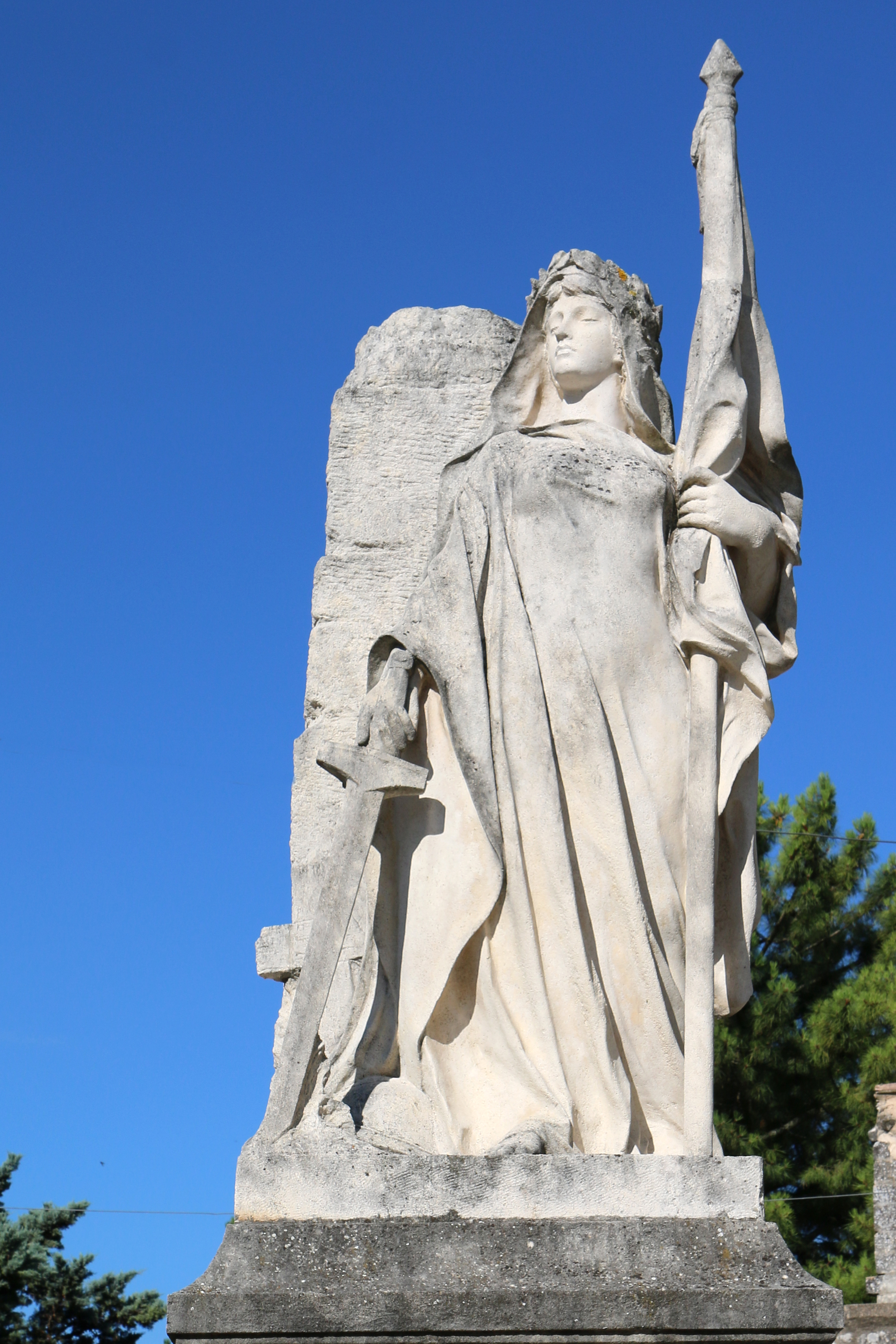
Saint-Paul-Trois-Châteaux, Drôme.

## Expositions
- Du 24 avril au 3 novembre 2013, maison Fournaise à Chatou.
- Du 1er septembre 2020 au 3 janvier 2021, musée de Nogent-le-Rotrou (Eure-et-Loir)[49].